# Storia della Juventus Football Club
(Fédération Internationale de Football Association, 2007)

La Juventus scende in campo allo stadio Comunale di Torino durante il campionato di Divisione Nazionale 1945-1946, il primo disputatosi dopo la fine della seconda guerra mondiale

La storia della Juventus Football Club, società calcistica italiana per azioni con sede a Torino fondata da giovani studenti torinesi alla fine del XIX secolo, si estende per più di un secolo dopo la fondazione del club nell'autunno 1897.
La prima sede societaria della Juventus venne stabilita presso la via Montevecchio a Torino nel 1898. Il club venne affiliato alla Federazione Italiana del Foot-Ball (FIF, dal 1909 nota come Federazione Italiana Giuoco Calcio – FIGC) nel 1900, partecipando così nel Campionato Federale dello stesso anno. Nel 1906, poco dopo la vittoria del suo primo campionato nel 1905, la Juventus affrontò uno scisma che sfociò da una parte nella fondazione del Torino, dando così origine alla più longeva rivalità del calcio italiano, e dall'altra in una serie di problemi finanziario-sportivi che condussero la squadra a una paventata retrocessione in Promozione al termine della stagione 1912-1913, evitata dopo ripescaggio. Fu l'avvocato ed ex calciatore Giuseppe Hess, presidente della Juventus a partire dalla seconda metà dello stesso anno, a farla uscire dalla crisi dopo averne migliorato la situazione economica e avere riformato le sue strutture interne con una direzione manageriale.
L'arrivo nel 1923 dell'imprenditore torinese e vicepresidente della FIAT, Edoardo Agnelli, alla presidenza della società diede inizio a una lunga nonché crescente serie di vittorie a livello nazionale e internazionale che resero la Juventus una delle più vittoriose società a livello mondiale – con il trionfo in Coppa Intercontinentale 1985 divenne il primo al mondo ad avere conquistato tutti i cinque trofei ufficiali maschili dell'UEFA allora vigenti, un record ulteriormente migliorato col successo nella Coppa Intertoto UEFA 1999 –, fino al punto di essere nominata dalla Federazione Internazionale di Storia e Statistica del Calcio (IFFHS), organizzazione riconosciuta dalla FIFA, come il migliore club italiano e il secondo a livello europeo del XX secolo. Inoltre i numerosi giocatori della Juventus convocati diedero un enorme contributo ai successi della nazionale di calcio italiana.

## Le origini
(Enrico Canfari, Storia del Foot-Ball Club Juventus di Torino, 1915)

L'officina dei fratelli Eugenio ed Enrico Canfari, prima sede dello Sport-Club Juventus in corso Re Umberto 42, Torino (1897)

La Juventus nacque nell'autunno del 1897 a Torino, come società civile «per gioco, per divertimento, per voglia di novità», su iniziativa di alcuni giovani studenti della terza e quarta classe del liceo classico Massimo d'Azeglio che si ritrovavano nella vicina Piazza d'armi del quartiere Crocetta per giocare a football.
Secondo la memoria scritta che si riferisce all'origine della Juventus è verosimile che i soci fondatori furono Eugenio Canfari, Enrico Canfari, Gioacchino Armano, Alfredo Armano, Luigi Gibezzi, Umberto Malvano, Carlo Vittorio Varetti, Umberto Savoja, Domenico Donna, Carlo Ferrero, Francesco Daprà, Luigi Forlano, Stefano Benech ed Enrico Piero Molinatti cui si aggiunsero successivamente Pio Crea, Carlo Favero, Gino Rocca, Guido Botto ed Eugenio Secco, tutti con un'età tra quattordici e diciassette anni. Il luogo tipico di riunione di questi liceali era una panchina non distante dalla loro scuola, di fronte alla pasticceria Platti verso il corso Duca di Genova, oggi corso Re Umberto, all'angolo di corso Vittorio Emanuele II; la panchina è custodita dal 2012 nel museo del club. L'argomento principale era lo sport, in particolare il calcio, che dalla Gran Bretagna stava espandendosi nel resto d'Europa. La data ufficiale di fondazione del club non è nota e pertanto si assume come data convenzionale il 1º novembre 1897.

Inizialmente i soci fondatori dovettero affrontare il problema della sede, risolto dai fratelli Canfari che offrirono il retrobottega della loro officina ciclistica in corso re Umberto 42, dove ebbe luogo la prima riunione. Dopo un'opportuna votazione i soci, sebbene la maggioranza propendesse per i primi due nomi, scelsero invece quello meno votato di Sport-Club Juventus (che suonava come un compromesso tra un nome anglosassone e uno latineggiante) per favorire la diffusione del nuovo sport e la passione per la squadra anche fuori dell'ambito cittadino o regionale. Enrico Canfari, autore tra gli altri dell'unico documento con caratteristiche di "ufficialità" attestante con sufficiente certezza la nascita e i primi anni della Juventus, racconta:

I fondatori-giocatori della Juventus in una delle loro prime uscite nel 1899, con l'allora divisa sociale rosanero

La sede cambiò presto ubicazione: fu scelta una scuderia di via Parini composta da quattro camere, una tettoia e una soffitta, nonché provvista di acqua potabile. Tuttavia il costo dell'affitto, sei lire (dell'epoca) al mese, si rivelò proibitivo sicché lo Sport-Club Juventus venne sfrattato. Nel 1898 il club vide un incremento dei soci e dei giocatori tale da richiedere lo spostamento della sede presso un locale di via Piazzi 4. La presidenza della società passò da Eugenio Canfari al fratello Enrico. Il 15 marzo dello stesso anno fu fondata la Federazione Italiana Foot-Ball. Per ragioni sconosciute la Juventus non si iscrisse all'associazione e quindi non poté partecipare al primo campionato italiano di calcio che si svolse l'8 maggio di quello stesso anno a Torino tra quattro squadre: Torinese, Genoa, Ginnastica Torino e Internazionale Torino.
Nel 1899 gli incontri continuarono a svolgersi in prevalenza nella succitata Piazza d'armi; proprio qui, l'11 giugno ebbe luogo la prima amichevole documentata, contro la rappresentativa dell'istituto tecnico Germano Sommelier. La squadra ricevette anche i primi inviti da Alessandria, Milano e Genova, e fu la prima a ospitare in Italia una compagine straniera, quella degli svizzeri del Montriond Lausanne. Presto la squadra acquisì il diritto di giocare al Velodromo Umberto I, uno dei principali impianti sportivi della Torino dell'epoca.
Nel 1897 la sua prima divisa sociale prevedeva una camicia bianca e pantaloni «alla zuava», sostituita due anni dopo da una camicia rosa con papillon, colletto bianco, cravattino e berretto nero.

## Anni 1900

### L'ingresso nel campionato (1900-1902)
Torino, 11 marzo 1900
Campo di Piazza d'armi

Eliminatorie - Girone piemontese
1ª giornata
 Torinese – Juventus 

1 – 0
- Arbitro: Jourdain
- Marcatori:  Colongo

La Juventus partecipò per la prima volta al Campionato Italiano di Football l'11 marzo 1900, con la terza edizione, non superando comunque le eliminatorie in Piazza d'armi, perdendo 0-1 contro la Torinese. Il 18 marzo seguente la Juventus vinse la sua prima partita ufficiale battendo per 2-0 la Ginnastica Torino. La squadra venne eliminata nelle qualificazioni regionali, ma nel frattempo conquistò per la prima volta la Coppa del Ministero della Pubblica Istruzione, trofeo conquistato anche nei due anni successivi.
Nel successivo Campionato Italiano di Football 1901, che fu giocato tra cinque squadre, la Juventus vinse la prima eliminatoria contro la Società Ginnastica per 5-0 e giunse fino alle semifinali, ma venne battuta dal Milan. In quest'annata si aggiudicò il Gonfalone e la Medaglia del Municipio della Città di Torino in un torneo tra squadre liguri e piemontesi.

Presumibilmente nello stesso anno Savage, insieme all'amico Goodley, portò dall'Inghilterra (in particolare da Nottingham) delle divise da gioco più moderne, quelle del Notts County a strisce verticali bianche e nere: esse vennero regalate alla Juventus, che le adottò al posto delle sue precedenti camicie rosa. Nel frattempo, la sede sociale venne trasferita da via Gasometro 14 a via Pastrengo e la società assunse il nome di Foot-Ball Club Juventus. Canfari descrisse così il motivo del cambio di denominazione: 
Il 1902 segnò l'ingresso nella squadra della Juventus, all'epoca composta quasi totalmente da studenti universitari, dei primi giocatori stranieri e di Carlo Favale come nuovo presidente. La Juventus disputò quella stagione il girone eliminatorio del quinto campionato di calcio e alla fine dovette cedere il passo alla Torinese. Il 24 ottobre disputò la semifinale della Coppa Città di Torino contro l'Audace, superandola e raggiungendo la finale del 2 novembre successivo contro il Milan. Al 90' il punteggio era di 2-2 e nei tempi supplementari entrambe segnarono ancora una rete, portandosi sul 3-3. A questo punto l'arbitro decise di continuare a oltranza applicando una sorta di «golden goal ante litteram», ma il Milan era in disaccordo e decisero di non proseguire l'incontro lasciando campo libero alla Juventus, che venne così proclamata vincitrice dell'edizione.

### Le prime due finali di campionato (1903-1904)
Nel campionato nazionale del 1903 la Juventus arrivò per la prima volta alla finale, perdendo tuttavia per 0-3 contro il Genoa. La Juventus vice-campione d'Italia venne invitata a Trino presso Vercelli a disputare un torneo triangolare, i cui incontri si giocarono nella stessa giornata l'11 ottobre dello stesso anno. La finale del pomeriggio si giocò tra una compagine novarese chiamata Forza e Costanza e la Juventus, che vinse per 15-0 e conquistò il Torneo di Trino Vercellese. La Juventus partecipò anche alla Coppa Città di Torino – questa volta un quadrangolare con Andrea Doria, Audace e Milan – un mese dopo la vittoria a Torino. La Juventus fece sua per la seconda volta la Coppa Città di Torino dopo avere vinto per 2-0 contro l'Audace e per 1-0 contro il Milan in finale.
Il 1904 fu l'anno in cui arrivarono alla Juventus nuovi soci e i tre fratelli Ajmone Marsan dalla Svizzera, mentre il campo di gioco ufficiale si spostò dalla Piazza d'armi al Velodromo Umberto I, che era dotato di tribune. Nel campionato italiano di Prima Categoria dopo avere vinto le eliminatorie nazionali per la seconda volta consecutiva arrivò nuovamente in finale contro il Genoa, perdendo nuovamente sul campo di ponte Carrega a Genova con il risultato di 1-0. Al termine della stagione al Velodromo Umberto I si giocò la Coppa Universitaria, un torneo internazionale in cui la Juventus sconfisse in partita secca il Lyon Olympique Universitaire per 9-1.

### 1905: il primo titolo italiano

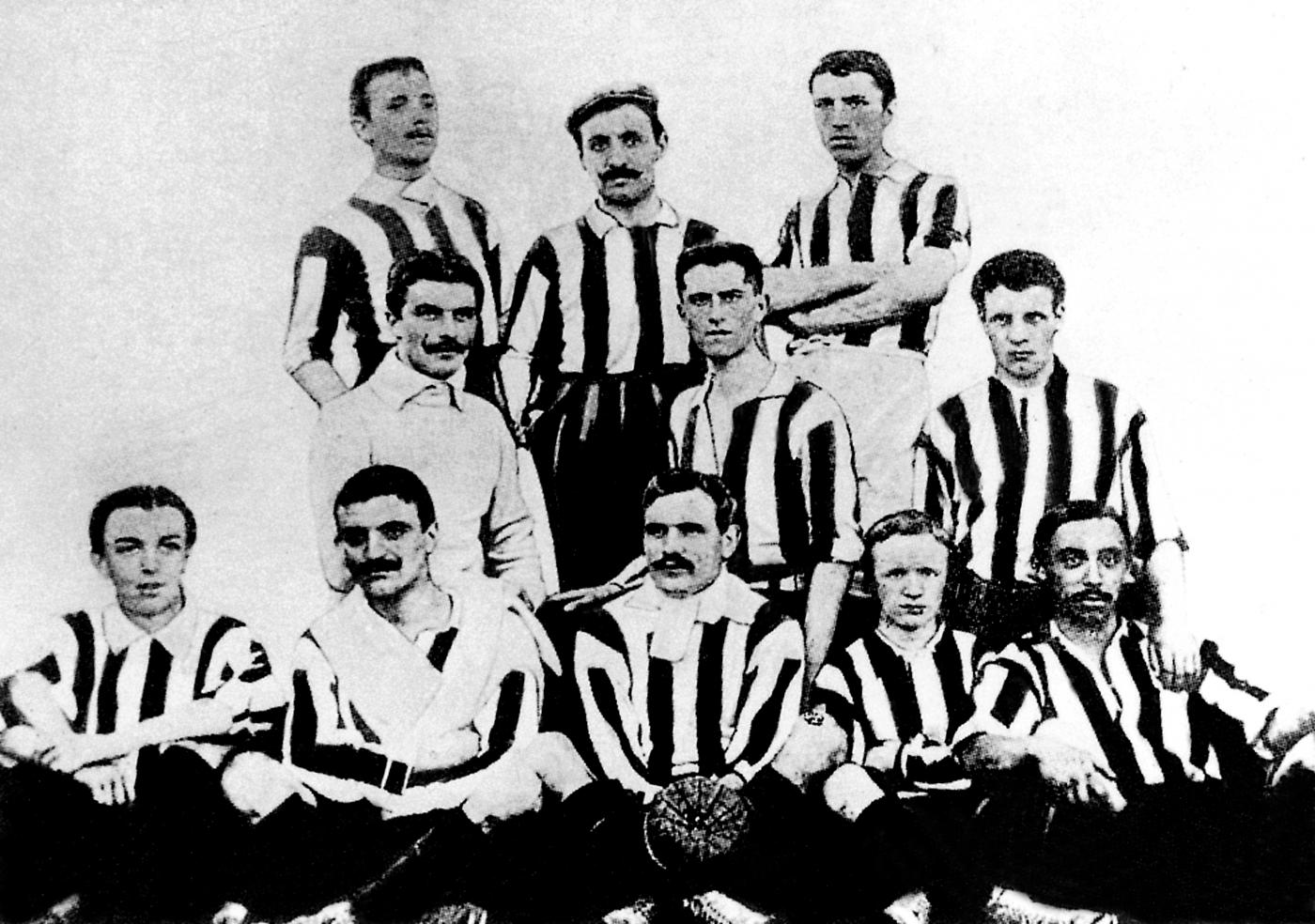
La Juventus del 1905 per la prima volta campione d'Italia, dopo la vittoria nella Prima Categoria, con indosso la nuova maglia bianconera adottata stabilmente quattro anni prima

Nel 1905 divenne presidente della Juventus lo svizzero Alfred Dick, proprietario di un'industria tessile, che rinforzò la squadra inserendo alcuni suoi dipendenti. In quella stagione la società spostò la sua sede a via Donati 1 e il presidente firmò un lungo contratto di affitto per l'utilizzo del Velodromo di corso Re Umberto.
Nel campionato dello stesso anno la Juventus aveva superato il girone eliminatorio vincendo 2-0 per forfait le due partite contro la Torinese, ritiratasi dalle eliminatorie regionali. Nel girone finale del campionato italiano batterono la US Milanese per 3-0, pareggiando a Genova per 1-1 con il Genoa e battendo di nuovo la Milanese a Torino per 4-1, mentre l'ultima gara del girone si risolse in un nuovo pareggio per 1-1 contro il Genoa nella sfida decisiva del girone finale giocata a Torino il 2 aprile dello stesso anno, gara che venne ripetuta tre volte. Fu il primo grande successo del club, il suo primo titolo di campione d'Italia, che valse alla Juventus la Targa Federale, chiudendo il girone finale al primo posto a 6 punti contro i 5 dl Genoa.
Gli undici giocatori della Juventus che vinsero il campionato italiano per la prima volta furono Domenico Durante, Gioacchino Armano, Oreste Mazzia, lo svizzero Paul Arnold Walty, il capitano Giovanni Goccione, lo scozzese Jack Diment, Alberto Barberis, Carlo Vittorio Varetti, Luigi Forlano, l'inglese James Squair e Domenico Donna, quest'ultimo anche allenatore della Juventus.
In quell'anno la Juventus si aggiudicò anche il torneo di Seconda Categoria, a cui partecipavano sia le squadre riserve sia le prime squadre di club non iscritte alla Prima Categoria. La «Juventus B» fu ammessa di diritto al girone finale, in quanto unica iscritta dell'eliminatoria piemontese, in compagnia di Genoa e Milan. Vinse per 1-0 contro il Milan in casa, per 2-0 a Genova, per 3-0 a Milano (con titolo matematico) e per 2-0 a tavolino con il Genoa per forfait. Gli artefici di questa vittoria furono Francesco Longo, Giuseppe Servetto, Lorenzo Barberis, Fernando Nizza, Ettore Corbelli, Alessandro Ajmone Marsan, Ugo Merio, Frédéric Dick, Heinrich Hess, Marcello Bertinetti e Riccardo Ajmone Marsan.
A coronamento della stagione ci fu il successo per 2-1 sui titolari nella partitella in famiglia al termine del campionato.

### 1906: la rinuncia allo spareggio per il titolo e lo scisma societario
Nella stagione 1906 la Juventus chiuse al primo posto il girone finale del campionato, a pari merito con il Milan, pareggiando 0-0 nello spareggio di Torino. L'allora FIF decise di far ripetere la partita sul campo della Milanese il 6 maggio, tuttavia la Juventus rinunciò adducendo ragioni geografiche; il Milan fu quindi dichiarato vincitore di quella partita per 2-0 grazie alla deliberazione dalla FIF e, di conseguenza, del titolo del IX Campionato Federale.
In autunno la squadra riserve juventina raggiunse il terzo posto nel campionato di Seconda Categoria. Sul finire dell'anno, nonostante i risultati sportivi, la maggioranza dei soci era ormai in aperto contrasto con il presidente Alfred Dick, colpevole ai loro occhi di avere dato al suo mandato un'impronta sempre più autoritaria, palesando un crescente ostracismo verso il gruppo degli italiani e annesso stile di vita, da lui giudicato troppo distante dal rigore svizzero; messo in minoranza, Dick dovette lasciare la Juventus e, al suo posto, eletto nuovo presidente Carlo Vittorio Varetti, già tra i fondatori della squadra.
La crisi sfociò in uno scisma in seno al club, che finì per riscrivere la geografia del calcio cittadino. Il transfuga Dick, più che desideroso di rivalsa, si accordò con la FC Torinese, formazione che qualche anno prima aveva assorbito i concittadini dell'Internazionale Torino, e fondò il Torino, neonato club in cui l'industriale elvetico riuscì a far migrare vari elementi-cardine della squadra juventina come Walty, Bollinger, Mazzia e, in un secondo tempo, Diment e Squair, forte dell'essere, per alcuni, il loro datore di lavoro; a rimetterci il posto in fabbrica fu Alberto Barberis, l'unico rimasto fedele ai colori bianconeri.

### Triennio 1907-1909: i campionati disconosciuti e la doppia conquista della Palla Dapples

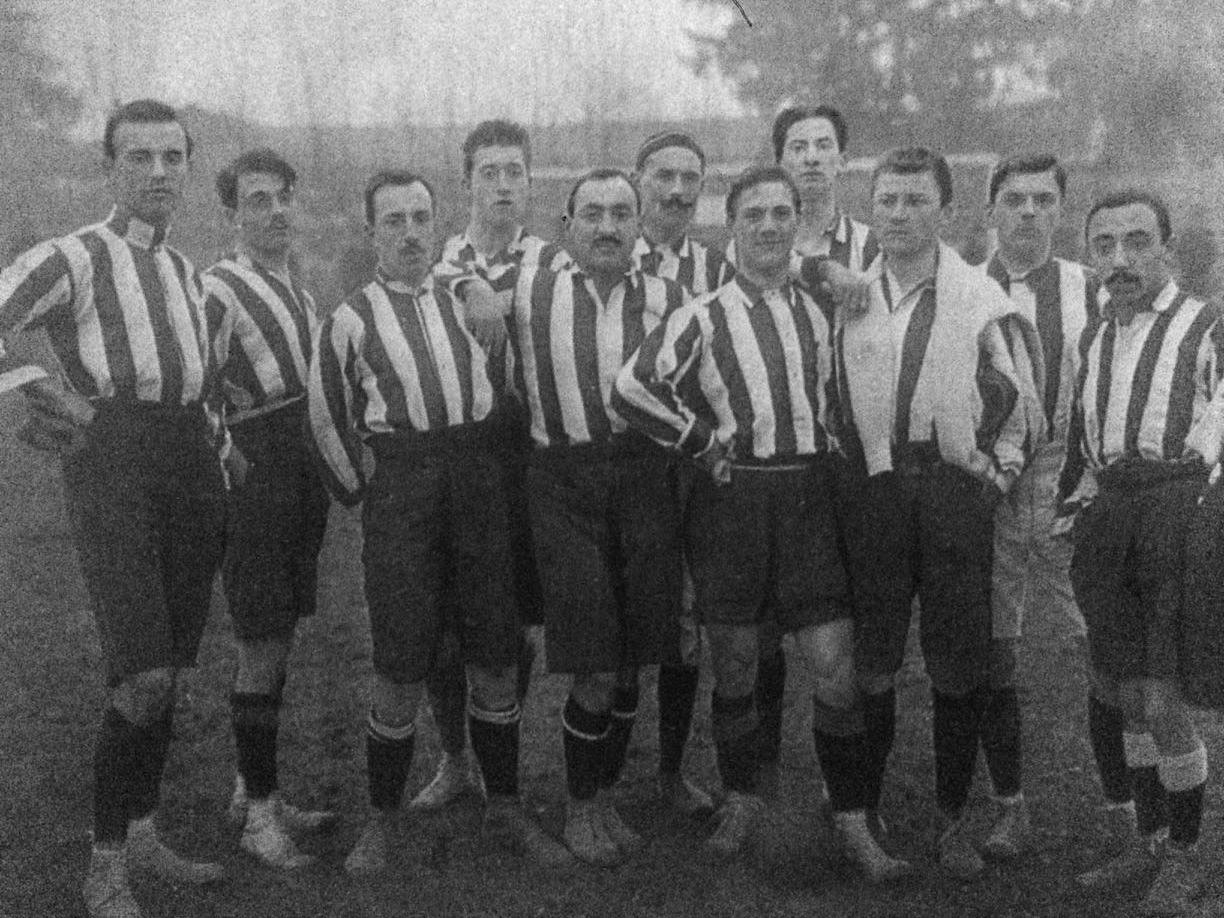
Parte della rosa della Juventus nel 1908, per due volte detentrice della Palla Dapples; una volta uscita nelle eliminatorie del Campionato Italiano riservato ai soli calciatori nazionali, con l'aiuto dei giocatori stranieri vinse il Campionato Federale (poi disconosciuto)

Senza più l'importante apporto economico di Dick, nel 1907 la Juventus dovette fare ritorno al vecchio campo di Piazza d'armi. In campionato fu eliminata proprio dal neorivale Torino il 13 gennaio 1907 (1-2 all'andata e 1-4 al ritorno), chiudendo il torneo al secondo posto delle eliminatorie piemontesi.
Nell'ottobre dello stesso anno in una seduta straordinaria della FIF fu presa la decisione di «sdoppiare» il campionato: il primo mantenne la denominazione tradizionale di «Campionato Italiano» (Coppa Romolo Buni) ed era riservato solo a squadre composte interamente di calciatori italiani, mentre il secondo fu denominato «Campionato Federale», era aperto anche a giocatori stranieri e avrebbe assegnato alla squadra vincitrice la Coppa James Spensley.
Originariamente al torneo federale doveva partecipare anche il Milan, che tuttavia il 1º gennaio 1908 si ritirò per protesta nei confronti della decisione della FIF di abbinare la Coppa Spensley (ex Coppa del Campionato Italiano) alla nuova competizione: il torneo si ridusse quindi a una finale a due tra la Juventus e l'Andrea Doria . La gara di andata della finale del Campionato Federale a Genova contro la Doria fu vinta dalla Juventus per 3-0. Un mese dopo si rigiocò a Torino, dove la Doria vinse per 0-1. Lo spareggio si giocò il 15 marzo e finì 2-2, ma l'incontro fu successivamente annullato per un errore tecnico arbitrale. Passarono due mesi e il 10 maggio si poté rigiocare lo spareggio al Corso Sebastopoli – campo della Juventus fino al 1922 –: i bianconeri vinsero per 5-1 con Ernesto Borel mattatore dell'incontro e vennero proclamati "Campioni Federali d'Italia". Il titolo, però, venne successivamente disconosciuto, anche perché alla Juventus non fu assegnata la Coppa Spensley che le spettava di diritto: all'inizio della stagione successiva, infatti, la Federazione deliberò che la coppa venisse assegnata permanentemente al Milan, la società che l'aveva vinta per due volte di fila (1906 e 1907), a titolo risarcitorio.
La Juventus giocò ancora prima che diventasse campione federale (poiché la partita decisiva si disputò soltanto il 10 maggio) il Campionato Italiano (Coppa Romolo Buni), iniziato a marzo dello stesso anno con altre tre squadre. Il 1º marzo pareggiò 1-1 a Vercelli contro la Pro Vercelli (poi vincitrice del torneo) nella gara d'andata delle eliminatorie regionali e perse 2-0 la partita di ritorno (doppietta di Carlo Rampini per la Pro Vercelli), venendo eliminata dal torneo. Furono proprio i vercellesi a conquistare il titolo di "Campioni d'Italia". La Juventus si ritirò poi per protesta contro il divieto di impiego di giocatori stranieri.
Nello stesso anno la Juventus conquistò due Palle d'Argento Henry Dapples nelle finali disputate il 22 novembre e il 13 dicembre: in entrambe le occasioni batté la Pro Vercelli.
Nel 1909 il sistema dei due campionati federale (aperto agli stranieri) e italiano (aperto solo ai calciatori italiani) venne riproposto e la Juventus partecipò a entrambi. Al Campionato Federale (Coppa Zaccaria Oberti) iniziato a gennaio fu eliminata al primo turno delle eliminatorie piemontesi dal Torino. Il Campionato Italiano (Coppa Romolo Buni) iniziò invece a marzo e fu trionfale per la Juventus, che una volta superate le eliminatorie piemontesi grazie agli abbandoni di Torino e Pro Vercelli sconfisse dapprima la Doria nella semifinale ligure-piemontese e poi in finale la Milanese (1-1 in casa, 2-1 in trasferta), vincitore della semifinale lombardo-veneta (dove aveva sconfitto il Vicenza con un complessivo 10-1, 2-1 all'andata e 8-0 al ritorno), aggiudicandosi così la Coppa Romolo Buni e il Campionato italiano di Prima Categoria. La Federazione, tuttavia, legittimò a posteriori come titolo di "Campione d'Italia" il trofeo federale vinto dalla Pro Vercelli e disconobbe quello italiano ottenuto dai bianconeri, a causa dell'attività di boicottaggio dei club contrari alla divisione del campionato: destino esattamente opposto a quello dei tornei del 1908.

## Anni 1910

### Dall'allargamento del campionato al ripescaggio (1909-1913)

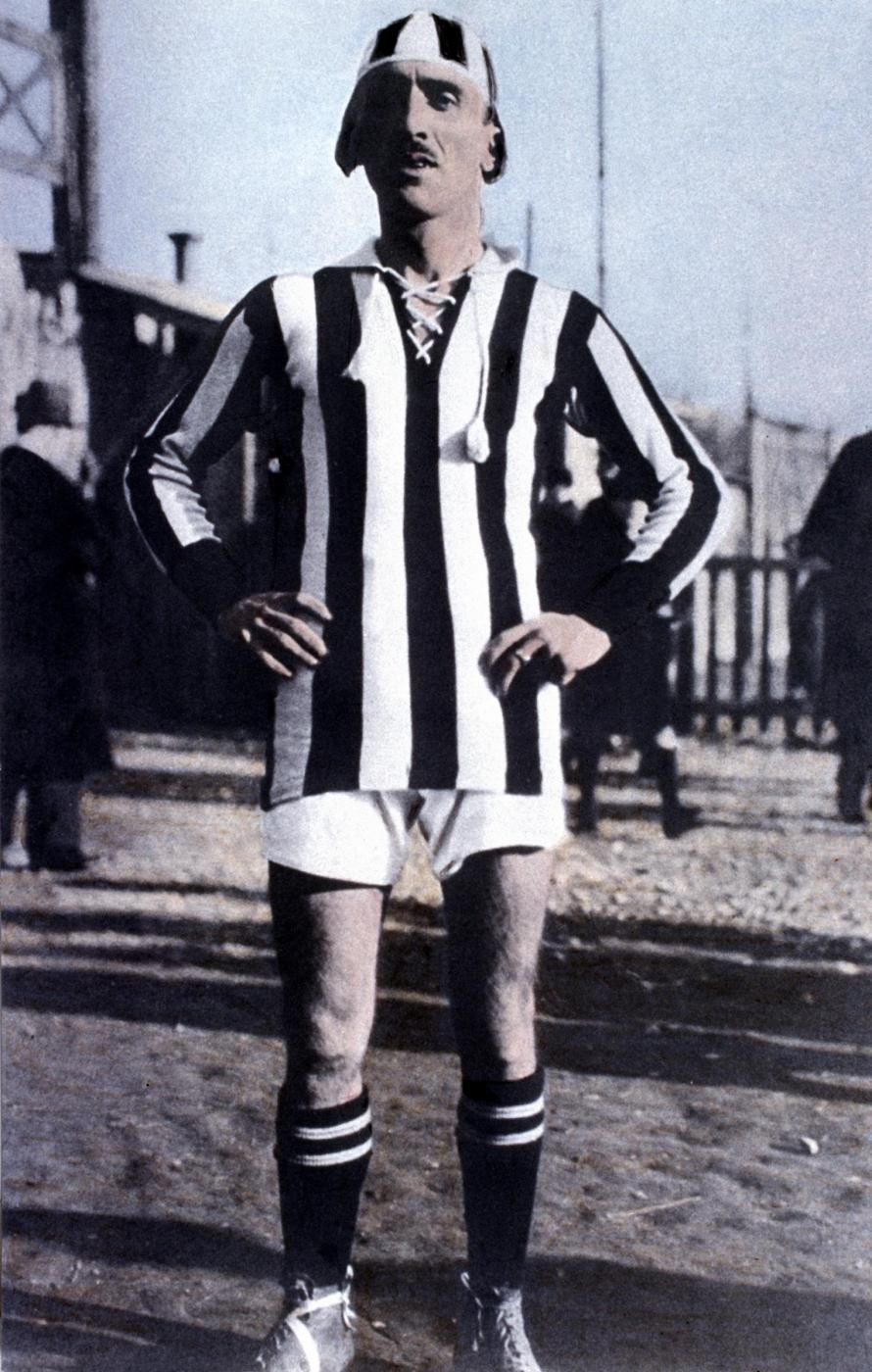
Carlo Bigatto, il primo uomo-simbolo della Juventus, militò in bianconero per due decenni divenendo il trait d'union tra l'epoca dei pionieri e quella del Quinquennio d'oro

Il tredicesimo campionato, disputatosi nella stagione 1909-1910, fu il primo nella storia del calcio italiano in cui venne introdotto il girone unico con partite di andata e di ritorno. Quell'anno si classificò al terzo posto con 18 punti, sette in meno rispetto all'Inter (campione d'Italia federale e assoluto dopo un controverso spareggio con la Pro Vercelli) e alla Pro Vercelli (campione italiano, titolo anch'esso disconosciuto, in quanto migliore squadra composta unicamente da calciatori nazionali). Dopo questo torneo la suddivisione tra campionato federale e italiano terminò.
Il quattordicesimo campionato nazionale fu il primo in cui furono ammesse squadre della regione nord-orientale d'Italia (Emilia e Veneto) e anche il primo dove fu introdotto il calendario dalla FIGC. Finì nona e ultima nella classifica del torneo maggiore con dieci punti. Si presentò al torneo successivo nell'ottobre 1911 con un organico composto da soli dieci giocatori, giungendo all'ottavo posto nella classifica finale del torneo con nove punti.
Nella stagione 1912-1913 il girone unico fu abolito e il campionato nazionale venne esteso anche alla regione centro-meridionale della penisola italiana con formazioni toscane, laziali e campane in uno dei due tronconi del campionato, i cui vincitori accedevano direttamente alla finale del campionato. La Juventus si classificò all'ultimo posto nel girone ligure-piemontese, nel primo anno in cui erano state introdotte le retrocessioni in Promozione, come conseguenza di un periodo critico a livello economico per la grande difficoltà della società, da tre stagioni a quella parte, a reclutare nuovi giocatori. Ma al pari di tutte le squadre classificate all'ultimo posto nei loro gironi, fu ripescata in seguito all'annullamento del sistema di retrocessione e, insieme ai corregionali del Novara, venne transitoriamente ammessa nel girone lombardo del campionato successivo in seguito al posto libero originato dalla fusione delle squadre lombarde del Lambro e dell'Unitas – che avevano ottenuto la promozione in Prima Categoria al termine della stagione – nell'AC Milanese; cosa che portò anche al ripescaggio del Racing Libertas, ultimo classificato del girone lombardo-ligure nonché a quello seguente del Modena, ultimo del girone veneto-emiliano.

### La Grande Guerra e la ricostruzione della società (1914-1919)

Il primo numero della rivista Hurrà! (1915)

Con la presidenza dell'avvocato Giuseppe Hess la Juventus cambiò passo sia a livello sportivo sia manageriale: dopo essere stata riammessa nella massima categoria nazionale, disputò il campionato piazzandosi seconda dietro l'Inter nel girone lombardo e finendo quarta nella fase finale del Campionato Alta Italia (uno dei due gruppi del campionato nazionale).
Nel 1914 il campionato iniziò a ottobre, quando la prima guerra mondiale non aveva ancora coinvolto l'Italia, ma il precipitare degli eventi e la decisione (presa il 22 maggio 1915) del governo italiano di entrare in guerra a fianco delle potenze dell'Intesa costrinse la FIGC alla sua sospensione. Nel settembre 1919 la vittoria venne assegnata al Genoa in quanto squadra capolista a una giornata dal termine, mentre la Juventus terminò seconda nel gruppo semifinale.
Gli anni della Grande Guerra portarono lutti alla Juventus e ad altre società sportive italiane. All'inizio di quel conflitto furono ventiquattro i bianconeri sotto le armi: sei soldati semplici e diciotto tra allievi ufficiali, sottufficiali o addetti sanitari. La guida della Juventus fu così assegnata nel 1915 a un triumvirato composto dal pioniere Gioacchino Armano, il dirigente Sandro Zambelli e l'ex calciatore Fernando Nizza, e nel 1916 al presidente Corrado Corradino. In quest'ultimo anno furono centosettanta i soci e giocatori del club che presero parte al conflitto bellico, con varie mansioni che partivano dal soldato semplice fino all'ufficiale: proprio allo scopo di mantenere saldi i contatti con i propri associati e con i tifosi juventini lontani a causa della guerra, il 10 giugno 1915 era stato pubblicato per la prima volta il giornale ufficiale della società, intitolato Hurrà!, il primo del suo genere nel Paese. Il 26 dicembre 1915 sulla neonata rivista venne pubblicata la memoria autografa di Enrico Canfari, caduto nella terza battaglia dell'Isonzo insieme a Giuseppe Hess e molti altri componenti della Juventus il precedente 23 ottobre; questo testo rappresenta tuttora, nella storia del club torinese, l'unica testimonianza scritta delle sue origini.
I giocatori della Juventus parteciparono durante il conflitto mondiale ad alcuni tornei non ufficiali, fra cui la Coppa Piemonte e la Coppa Federale di calcio. In quest'ultima competizione dopo la vittoria nel girone eliminatorio arrivarono fino alle finali con il Genoa, il Milan, il Casale (poi ritiratosi per gravi problemi finanziari) e il Modena, terminando al secondo posto della classifica con 10 punti, uno in meno rispetto al Milan, vincitore del torneo.

## Anni 1920

### Triennio 1919-1922

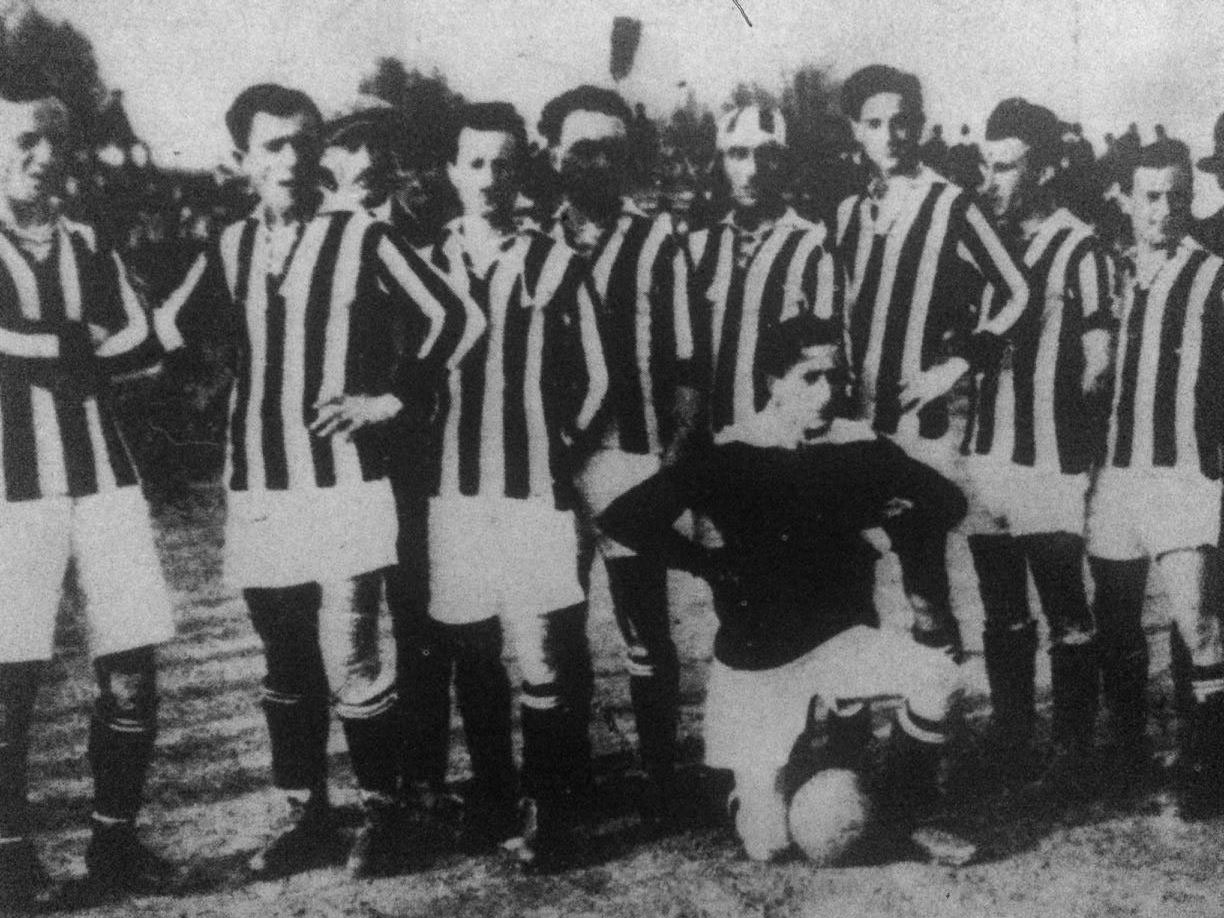
La Juventus della stagione 1920-1921 che vede, accosciato, il portiere Giuseppe Giacone, il primo bianconero a vestire la maglia della nazionale italiana

Nell'immediato primo dopoguerra il calcio ripartì in Italia con la stagione 1919-1920 e la Juventus disputò un campionato su base regionale, vincendo il girone piemontese e concludendo quel campionato al secondo posto nel girone finale. In questa fase, il 28 marzo 1920 il portiere Giuseppe Giacone fu il primo bianconero a giocare in maglia azzurra, nella gara di Roma tra Italia e Svizzera (0-3). Nella stagione 1921-1922 la squadra si iscrisse al campionato della Confederazione Calcistica Italiana (CCI), un settore dissidente della FIGC, chiudendo la stagione al quarto posto del girone A della Lega Nord. Il numero dei tifosi nel frattempo crebbe: il 19 ottobre 1922, con Gino Olivetti a capo della società dall'anno precedente, un 4-0 al Modena inaugurò lo stadio di Corso Marsiglia, situato nell'odierno corso Tirreno; dotato di 15 000 posti, fu il primo impianto sportivo d'Italia costruito in cemento armato, considerato all'epoca un «gioiello di ingegneria».

### Il sodalizio con la famiglia Agnelli e l'arrivo di Károly (1923-1924)
(Frammenti del discorso dell'imprenditore Edoardo Agnelli al momento di essere eletto presidente del Foot-Ball Club Juventus. Torino, 24 luglio 1923)

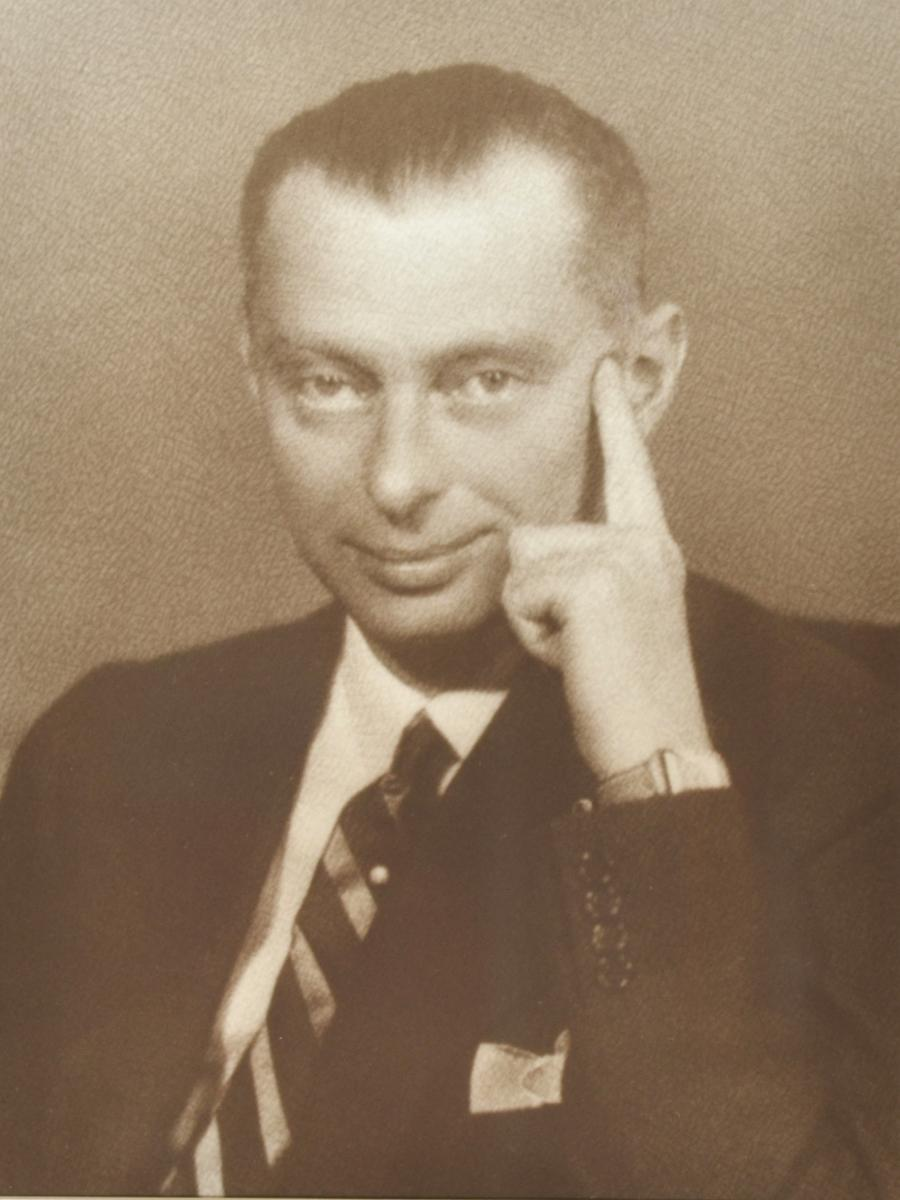
L'imprenditore Edoardo Agnelli, eletto presidente della Juventus nel 1923, diede inizio al legame tuttora in essere tra i bianconeri e la famiglia Agnelli, un unicum nel calcio mondiale

Il 24 luglio 1923 (anno della riunificazione del campionato) la famiglia Agnelli iniziò a investire nella Juventus attraverso Edoardo, figlio di Giovanni, fondatore dell'azienda automobilistica FIAT di cui lo stesso Edoardo era vicepresidente; la stessa carica ricoperta nel club torinese durante la gestione di Gino Olivetti, colui a cui subentrò come presidente. Quella data rappresentò sia l'inizio del legame tra la società torinese e la dinastia industriale piemontese – il più antico tuttora vigente del suo genere nel panorama sportivo nazionale –, sia la nascita di un peculiare modello manageriale noto a posteriori come lo Stile Juventus, spesso riassunto nell'endiatri definita come le «tre S»: «Semplicità, Serietà, Sobrietà». Nell'ambito sportivo, in tale anno la squadra raggiunse il quinto posto nel girone B della Lega Nord.
Durante la sua gestione il club fu ristrutturato a livello direzionale e gestito, da allora, attraverso un insieme di rinnovati criteri ispirati al contemporaneo fordismo e all'organizzazione interna della FIAT, diventando una delle prime società sportive peninsulari ante litteram. Nello specifico, in questa prima stagione venne ridata linfa all'attività polisportiva del club, che versava da tempo abbandonata dopo una prima e fugace esperienza conclusasi all'inizio del secolo, con l'apertura di nuove sezioni racchiuse sotto l'egida della nuova Juventus – Organizzazione Sportiva S.A. (in cui confluirà la stessa squadra calcistica per il successivo quarto di secolo): tra le sezioni di maggiore successo vi furono l'hockey su ghiaccio e il tennis. L'attività polisportiva della Juventus O.S.A. (Organizzazione Sportiva Anonima) continuerà fino al 1949, ovvero alla liquidazione della CISITALIA, azienda di cui era nel frattempo entrata a far parte durante gli anni della seconda guerra mondiale.

L'ungherese Jenő Károly (1886-1926), primo allenatore della Juventus

Nella stagione 1923-1924, la prima in cui venne introdotto nel calcio italiano lo scudetto come stemma onorifico assegnato alle squadre vincitrici del campionato federale, la Juventus subì una penalizzazione a causa del caso Rosetta che costò alla Juventus le sconfitte a tavolino di tre delle sette partite disputate dal suo difensore Virginio Rosetta, quelle giocate tra la ottava e la decima giornata. Come conseguenza della penalizzazione la Juventus si classificò in quinta posizione del primo raggruppamento della Lega Nord a pari merito con l'Alessandria con 26 punti, sette in meno rispetto al Genoa, vincitore del gruppo e poi del tricolore. Quello fu l'anno dell'arrivo a Torino del primo allenatore Jenő Károly e della mezzala sinistra Ferenc Hirzer, entrambi ungheresi.

### Biennio 1924-1926: dalla riorganizzazione societaria alla riconquista d'Italia
Nella stagione 1924-1925 la Juventus raggiunse il terzo posto del secondo raggruppamento del campionato con due punti in meno sul Bologna, poi vincitore del campionato. In quella stagione morì il mediano Monticone a causa di un aneurisma. A livello societario organizzò i quadri manageriali assegnando precisi compiti ai vari dirigenti.
Nella stagione 1925-1926 la FIGC autorizzò l'apertura ai calciatori stranieri e in campionato la Juventus raggiunse il primo posto grazie a nove vittorie consecutive e con nove partite (934 minuti) con la porta inviolata (primato del calcio pionieristico). Con 17 vittorie, 3 pareggi e 2 sconfitte si qualificò per la prima volta in cinque anni alla finale della Lega Nord contro il Bologna. Nella gara di andata le due squadre pareggiarono 2-2; la gara di ritorno finì 0-0. L'allenatore della Juventus Jenő Károly morì di infarto il 28 luglio, ma ciononostante Il 1º agosto seguente la Juventus vinse 2-1 con reti di Piero Pastore e Antonio Vojak.

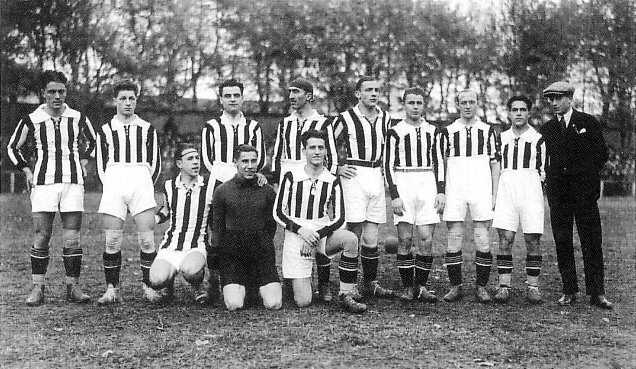
La Juventus vincitrice del campionato di Prima Divisione 1925-1926 e di nuovo campione d'Italia dopo 21 anni

In qualità di campione del Nord la Juventus affrontò la finale contro l'Alba Roma (campione del Sud) vincendo sia all'andata per 7-1 a Torino l'8 agosto sia al ritorno per 5-0 a Roma il 22 agosto 1926. Con 37 punti si aggiudicò il suo secondo titolo federale, ventuno anni dopo il primo scudetto vinto nel 1905, indossando per la prima volta sulla maglia il simbolo di campione d'Italia, lo stesso utilizzato dalla nazionale italiana dall'incontro con l'Ungheria del 6 gennaio 1911. La carta di Viareggio del 2 agosto 1926 portò alla fusione di Lega Nord e Lega Sud nella «Divisione Nazionale», prima dell'inizio del ventisettesimo campionato a gironi.

### Il periodo 1926-1930: dal debutto in Coppa Italia alla nascita del girone unico
Nel campionato nazionale 1926-1927 si classificò nel primo posto del suo girone con 27 punti, 44 reti a favore e 10 contro. Nel girone finale della Divisione Nazionale a sei squadre si classificò al terzo posto con 11 punti, 24 reti a favore e 13 contro. La Juventus partecipò anche alla prima edizione della Coppa Italia e il 6 gennaio 1927 raggiunse la quarta fase eliminatoria dopo le vittorie in trasferta contro il Cento per 15-0 – vittoria con il maggiore scarto nella storia della Juventus – e contro il Parma per 2-0 il 27 febbraio dello stesso anno. La gara del quarto turno contro il Milan non fu disputata per l'interruzione del torneo per mancanza di date disponibili tra le formazioni classificate.

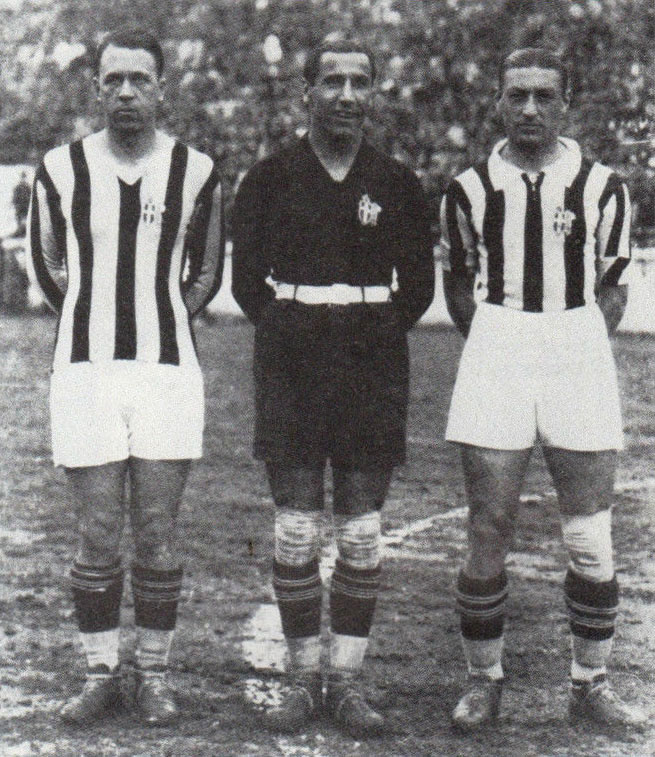
Il Trio dei ragionieri nella Juventus e nell'Italia tra gli anni 1920 e 1930: il terzino destro Virginio Rosetta, futuro capitano della Juve del Quinquennio, con il portiere Gianpiero Combi e il terzino sinistro Umberto Caligaris

Nel campionato 1927-1928 si classifico al secondo posto nel gruppo B della Divisione Nazionale e in seguito raggiunse il terzo posto nel gruppo finale del torneo. Inoltre fu acquistato Umberto Caligaris, il quale insieme a Gianpiero Combi e Virginio Rosetta formò un affiatato reparto difensivo, divenuto poi noto come il Trio dei ragionieri), alla base dei successi di Juventus e nazionale italiana negli anni 1930, e ricordato come una delle migliori linee difensive di tutti i tempi.
Il campionato 1928-1929 fu l'ultimo con tale formato e la Juventus giunse al secondo posto del gruppo B con 76 reti a favore e 25 contro. Al termine del torneo partecipò per la prima volta a una competizione internazionale per club a livello professionistico: la Coppa dell'Europa Centrale, arrivando fino ai quarti di finale del torneo.
La seconda metà dell'anno 1929 registrò l'istituzione del girone unico, ovvero la nascita della Serie A e della Serie B a diciotto squadre. Rafforzata dall'oriundo argentino Renato Cesarini, la Juventus chiuse il primo campionato di Serie A al terzo posto segnando 78 reti, con cinque punti di meno rispetto all'Ambrosiana di Milano campione d'Italia.

## Anni 1930 e 1940

### Il Quinquennio d'oro (1930-1935)

Felice Borel, cannoniere della Juve del Quinquennio, e Carlo Carcano, primo allenatore ad avere vinto 4 scudetti consecutivi nel calcio italiano durante il suo periodo in bianconero

Con l'imprenditore Edoardo Agnelli ancora alla presidenza si aprì un ciclo che portò la Juventus a conquistare cinque titoli nazionali consecutivi – una striscia poi eguagliata nel calcio italiano solo dal Grande Torino negli anni 1940 e dall'Inter negli anni 2000, mentre la stessa Juventus la batterà negli anni 2010 – tra la stagione 1930-1931 e la stagione 1934-1935. Il club si dimostrò uno dei migliori del suo tempo anche in Europa, avendo raggiunto in quattro stagioni consecutive le semifinali della Coppa dell'Europa Centrale, tra la stagione 1931-1932 (seconda partecipazione alla coppa) e la stagione 1934-1935. La squadra costituì anche il nucleo della nazionale italiana durante la prima metà degli anni 1930, periodo durante il quale la nazionale si aggiudicò il campionato del mondo 1934 con nove calciatori del club in rosa, la «Nazio-Juve». Il citato Quinquennio d'oro sarebbe divenuto importante anche per l'enorme impatto sociale che aveva generato: 
(Guido Luguori e Antonio Smargiasse, Calcio e Neocalcio: Geopolitica e prospettive del football in Italia, 2003)

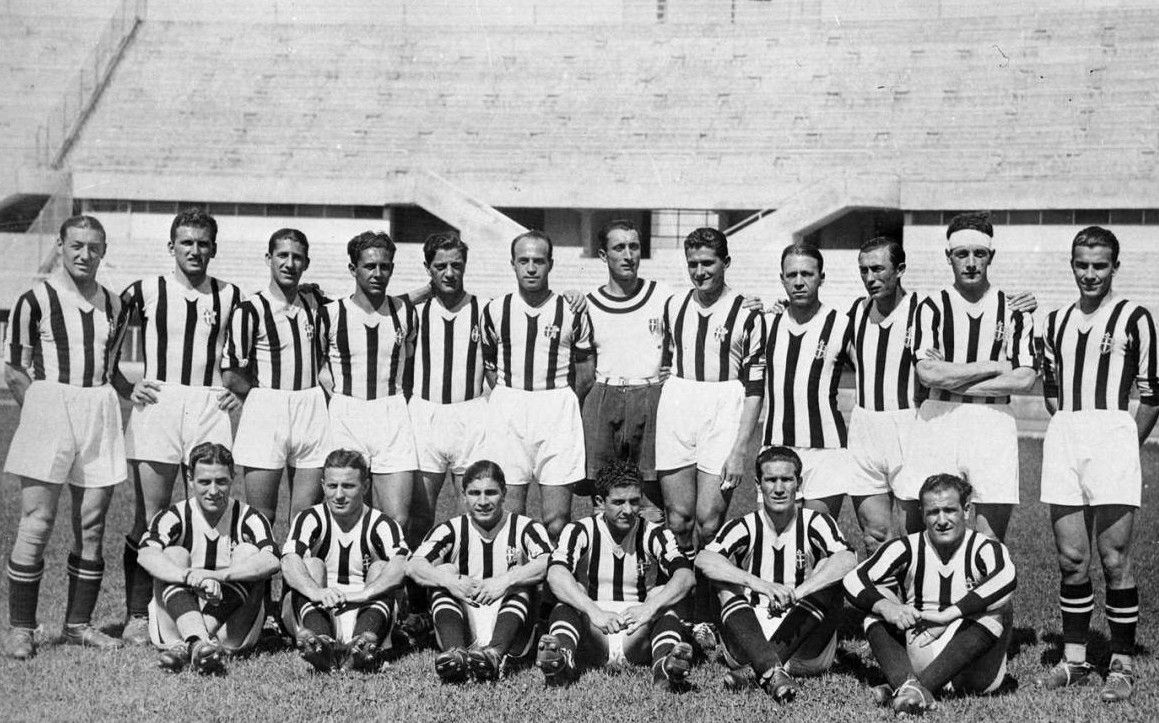
La Juventus della stagione 1934-1935, l'apice del Quinquennio d'oro

La Juventus della prima metà degli anni 1930 utilizzava il «metodo», lo stesso schema applicato dalla nazionale italiana. Attraverso il suo innovativo modulo 2-3-2-3 o «WW», derivato invece dalla «piramide di Cambridge» (2-3-5), gli attaccanti interni della squadra (Renato Cesarini e Giovanni Ferrari) potevano dare supporto al «centromediano metodista» Luis Monti, giocatore deputato a costruire il gioco, mentre i due mediani laterali (Mario Varglien e Luigi Bertolini) affrontavano le ali delle squadre avversarie; la linea difensiva era guidata dal trio Combi-Rosetta-Caligaris, che poté così acquisire maggior sicurezza, mentre il centrocampo riusciva a sfruttare una maggior superiorità numerica. Tale disposizione in campo, rese possibile costruire una serie di attacchi e contropiedi più veloci ed efficaci rispetto agli schemi tattici del decennio scorso. La linea offensiva, con calciatori come le ali Pietro Sernagiotto e Raimundo Orsi, e il centravanti Giovanni Vecchina, questo ultimo sostituito poi da Felice Borel, fu la principale artefice delle 434 reti realizzate dalla squadra in partite ufficiali durante il Quinquennio d'oro (384 in tornei nazionali e 50 nelle coppe).

### Il periodo 1936-1940 e la seconda guerra mondiale
Il 14 luglio 1935 morì in un incidente aereo davanti al porto di Genova il presidente juventino Edoardo Agnelli. A seguito inoltre della partenza di alcuni giocatori come Cesarini e Ferrari la squadra chiuse il campionato 1935-1936 al 5º posto con Virginio Rosetta come giocatore-allenatore.

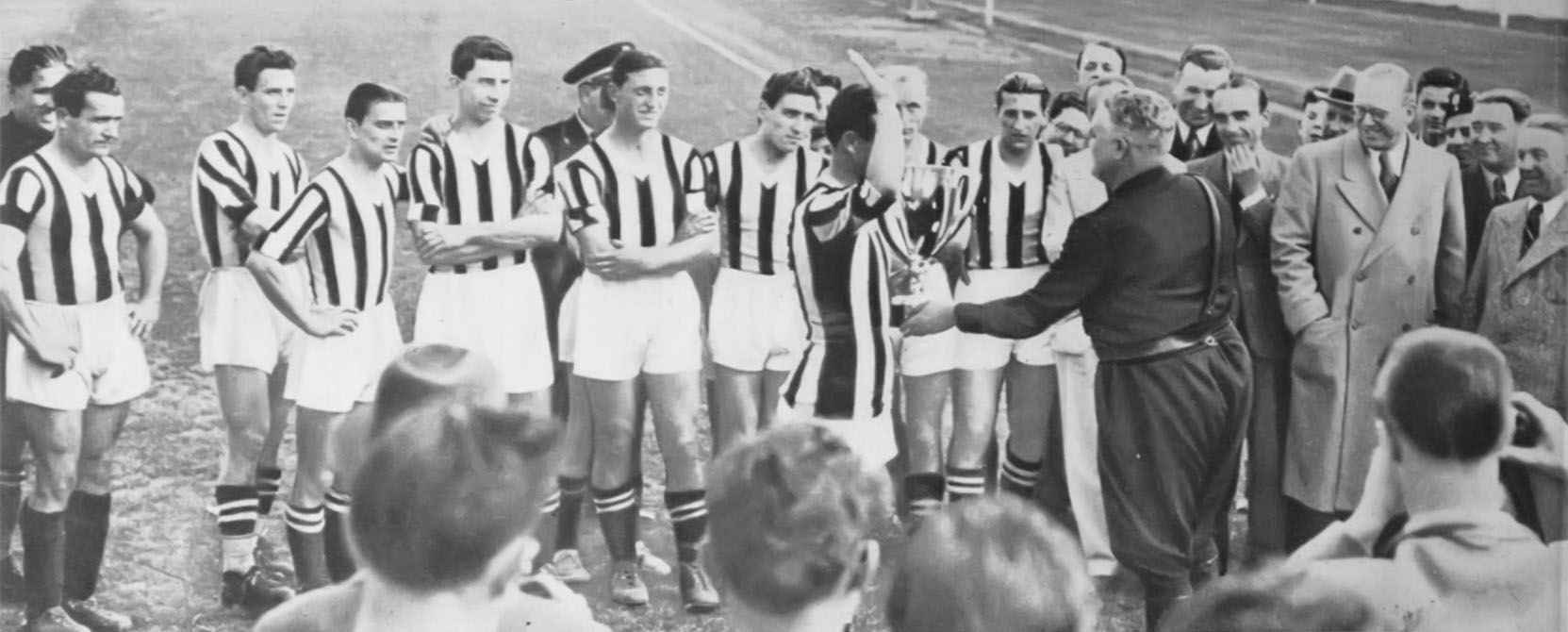
La Juventus viene premiata dopo la conquista della Coppa Italia 1937-1938, la prima nella sua storia, vinta in finale in un derby coi concittadini del

Sul finire degli anni 1930 la Juventus riuscì a classificarsi seconda nel campionato 1937-1938 a due punti dall'Ambrosiana-Inter vincitrice e ad aggiungere alla propria bacheca due Coppe Italia: la prima fu ottenuta al termine della citata stagione dopo la vittoria in finale sul Torino (3-1, reti di Bellini (2) e Defilippis, per la Juventus all'andata il 1º maggio e 2-1 in rimonta, doppietta di Gabetto, al ritorno l'8 maggio), mentre la seconda arrivò durante la stagione 1941-1942, quando nella doppia finale la Juventus sconfisse l'allora Milano (pareggio per 1-1 a Milano, gol di Bellini, il 21 giugno e vittoria per 4-1 a Torino il 28 giugno, con tripletta della stella albanese Riza Lushta e rete su rigore di Sentimenti III).
Nell'inverno 1942, in piena seconda guerra mondiale, i bombardamenti sulla città di Torino costrinsero la Juventus a sfollare ad Alba, nella villa Sorano di proprietà della famiglia vinicola Bonardi, per sfuggire al conflitto bellico e continuare ad allenarsi fino alla primavera 1943, durante la fase finale del quarantatreesimo campionato nazionale. In quella città la squadra prese il nome di Juventus Cisitalia, in abbinamento con la casa automobilistica il cui titolare era Piero Dusio, divenuto poi presidente bianconero nel 1945.
Dodici anni dopo la fine del Quinquennio d'oro e dopo la sospensione del campionato nel 1944 e nel 1945, anno in cui la società mutò la denominazione per rebranding nell'odierna Juventus Football Club, un membro della famiglia Agnelli tornò alla guida della società: nel 1947 diventò infatti presidente Gianni Agnelli (uno dei figli di Edoardo), che sostituì Dusio e che restò alla guida della squadra fino al 1954.

## Anni 1950 e 1960

### Gianni Agnelli e il ritorno ai vertici

Giocatori e tifosi della Juventus in festa per l'ottavo scudetto vinto nella stagione 1949-1950, che interruppe un digiuno di 15 anni.

Nel secondo dopoguerra la società trascorse diverse stagioni nelle prime posizioni della Serie A. Nel 1947 Gianni Agnelli (detto l'Avvocato) diventò presidente del club. Durante la sua gestione, sul versante societario, nell'agosto 1949 il club venne riorganizzato come un'azienda con capitale privato a responsabilità limitata, con la famiglia Agnelli quale azionista di maggioranza.
In ambito sportivo, a quindici anni dal precedente successo, la Juventus rivinse il titolo nazionale al termine della stagione 1949-1950, con un ruolino di 100 reti in campionato e 62 punti, grazie anche al supporto del nuovo allenatore, l'inglese Jesse Carver, oltre a calciatori come il decano e centromediano Carlo Parola (a Torino fin dal 1939), l'ala Ermes Muccinelli, i danesi Karl Aage Præst, ala tornante, e John Hansen, centravanti (autore di 189 partite e 124 gol con i piemontesi), e soprattutto il giovane italiano Giampiero Boniperti, futuro uomo-simbolo del club: il barenghese, fedele ai colori bianconeri per tutta la sua carriera, smetterà di giocare alla fine della stagione 1960-1961, dopo 443 presenze in Serie A e 183 reti, di cui 178 in Serie A, che ne fanno tuttora il secondo migliore cannoniere della storia juventina.

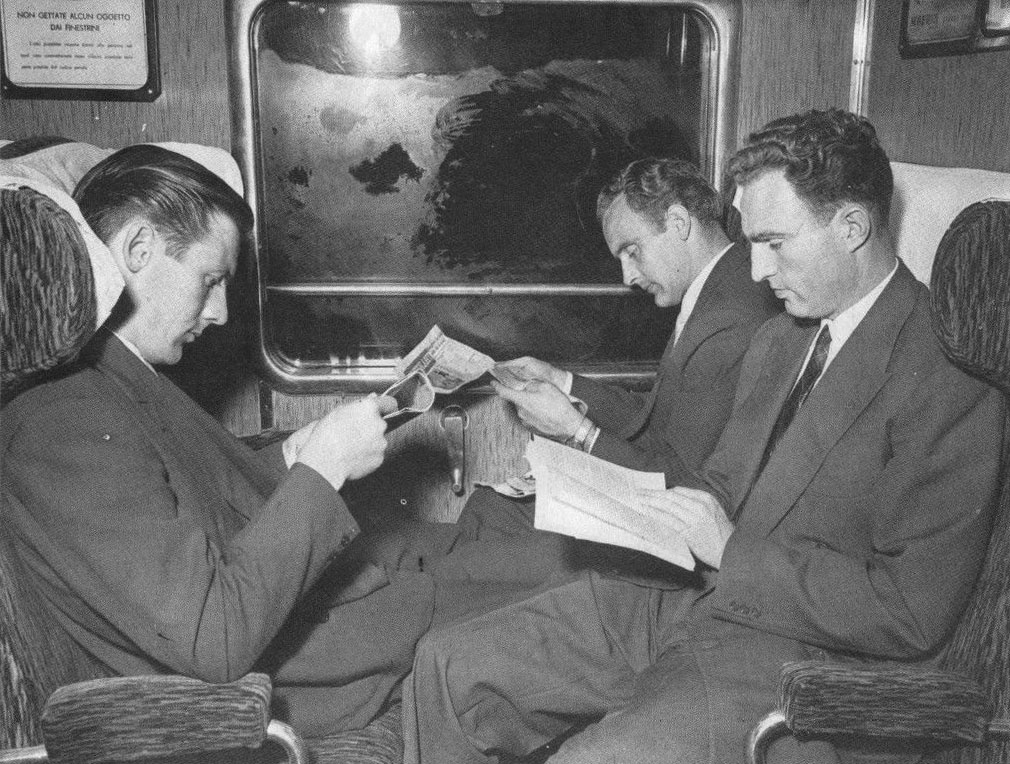
Karl Aage Præst, Karl Aage Hansen e John Hansen, la pattuglia danese protagonista nella squadra bianconera dei primi anni 1950

Nella stagione 1950-1951 la Juventus arrivò terza in Serie A realizzando 103 reti (primato della storia societaria in campionato), di cui sette segnate a Busto Arsizio contro la Pro Patria in una gara vinta 7-0 il 10 settembre 1950 (migliore vittoria esterna della Juventus). Esordì anche il terzo danese della squadra, Karl Aage Hansen, regista e autore di 23 reti in campionato.
Nel 1951-1952 sotto la guida dell'ex giocatore ungherese György Sárosi la squadra vinse ancora lo scudetto grazie al trio d'attacco formato da Muccinelli, Boniperti e Hansen: le reti realizzate in campionato furono 98 (19 quelle di Boniperti, il capocannoniere della squadra) e i punti 60. Quel nono scudetto consentì alla Juventus di raggiungere il Genoa, che aveva da sempre dominato la classifica per numero di tornei vinti, diventando così il club più vittorioso d'Italia. Nella stagione successiva la squadra giunse invece seconda, segnalandosi per una larga vittoria 8-0 sulla Fiorentina.

### Umberto Agnelli e i successi del Trio Magico

L'oriundo argentino Omar Sívori, l'italiano Giampiero Boniperti e il gallese John Charles, il Trio Magico della Juventus tra gli anni 1950 e 1960 – tra i più prolifici reparti d'attacco mai ammirati nella storia del calcio italiano –, esce dal campo al termine di una gara del vittorioso campionato 1957-1958

Nel 1954 per impegni di lavoro Gianni Agnelli lasciò la presidenza, che due anni più tardi passò a suo fratello minore Umberto (detto il Dottore): a ventidue anni divenne il più giovane presidente nella storia della Juventus e aprì contestualmente un nuovo ciclo di vittorie con la squadra che era reduce dai noni posti nei due campionati precedenti, ma che ritornò allo scudetto nel torneo 1957-1958 grazie anche a nuovi acquisti come il gallese John Charles e l'argentino di origini italiane Omar Sívori – primo calciatore proveniente dalla Serie A nonché italiano, seppure oriundo, a vincere il Pallone d'oro nel 1961 – e a giocatori affermati come Boniperti. I tre furono ricordati come il Trio Magico, un attacco che garantì 235 reti nelle competizioni ufficiali (95 di Charles, 113 di Sívori e 27 di Boniperti), di cui 201 in Serie A, dalla stagione 1957-1958 all'annata 1960-1961.
Per la prima volta una società italiana di calcio conquistò la stella, attribuita dalla FIGC per avere vinto dieci titoli nazionali, diventando nella circostanza il primo club al mondo a indossare sulla maglia uno stemma commemorativo di una vittoria calcistica. La Juventus fu la squadra più vittoriosa del torneo (23 successi) e il miglior attacco con 77 gol (28 del capocannoniere Charles, 22 di Sívori e 8 di Boniperti). Totalizzarono inoltre 51 punti contro i 43 della Fiorentina, eguagliando il primato di squadra di distacco sulla seconda in classifica che risaliva al campionato 1932-1933.

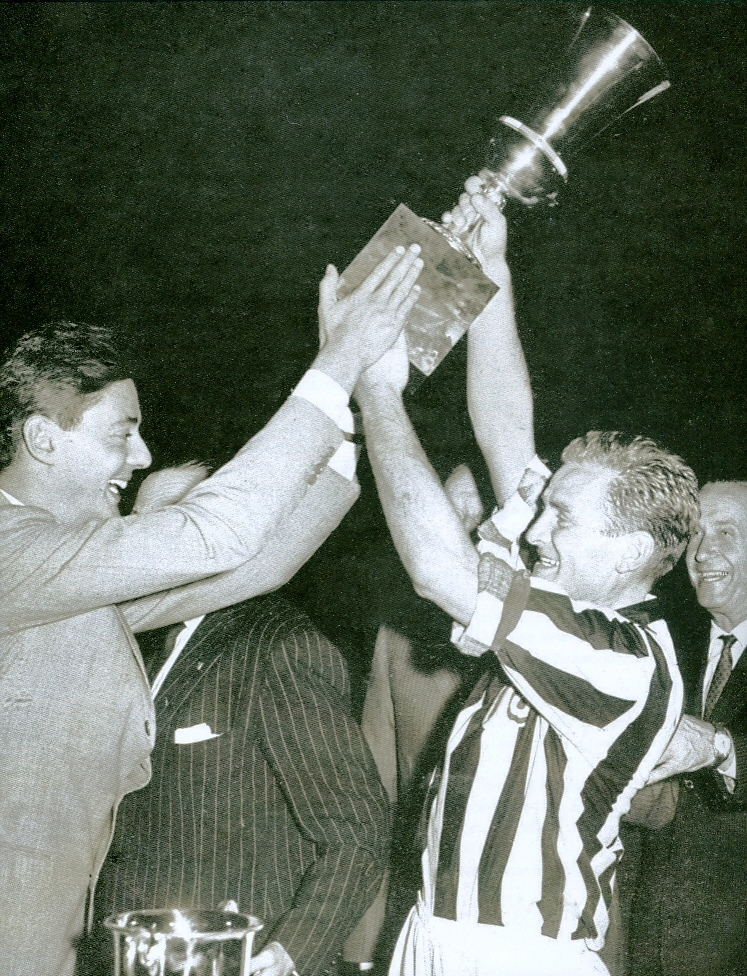
Il presidente Umberto Agnelli e il capitano Boniperti sollevano la Coppa Italia 1959-1960

Nella stagione 1958-1959 la Juventus finì quarta in campionato (19 gol Charles, 15 Sívori), vincendo la Coppa Italia battendo in finale l'Inter per 4-1 il 13 settembre 1959 con gol di Charles, Cervato, Sívori, Cervato (su rigore). Fece inoltre il suo debutto nella neonata Coppa dei Campioni il 24 settembre 1958 allo stadio Comunale contro il Wiener SK, vincendo 3-1 con tripletta di Sívori. La qualificazione scappò una settimana dopo, quando gli austriaci le inflissero a Vienna uno 0-7 al termine di un discusso incontro in virtù del permissivo arbitraggio, favorevole all'estrema violenza espressa dalla squadra di casa, principalmente dal difensore Barschandt su Charles durante tutta la partita, che segnò l'eliminazione della Juventus.
Nel 1960 conquistò un altro scudetto (l'undicesimo) con 25 vittorie, 92 reti segnate (28 Sívori, capocannoniere, e 23 Charles) e nuovamente 8 punti di distacco (55 a 47) sulla seconda, ancora la Fiorentina (tutti primati stagionali), oltre alla quarta Coppa Italia, vinta il 18 settembre 1960 grazie al 3-2 di Roma ai supplementari contro la Fiorentina (doppietta di Charles e autogol di Micheli): fu la prima doppietta nella storia della Juventus (un primato conseguito poi dal Torino, dal Napoli, dalla Lazio e dall'Inter in tutta la storia del calcio italiano) e la seconda vincita della coccarda tricolore di fila, impresa mai riuscita prima a un club italiano.
La Juventus conquistò ancora uno scudetto nel 1960-1961 (con il primato di Sívori, che segnò sei reti nella storica vittoria per 9-1 contro l'Inter, che per protesta schierò la formazione De Martino), vincendo 22 partite, segnando 80 gol (25 Sívori, 15 Charles, 13 Nicolè e 12 Mora) e ricevendo per prima volta la neonata Coppa Campioni d'Italia.

### Il periodo 1962-1970

Gianfranco Leoncini, Giampaolo Menichelli e Giancarlo Bercellino festeggiano il trionfo nella Coppa Italia 1964-1965

Alla sua terza partecipazione europea, la Juventus arrivò ai quarti di finale della Coppa dei Campioni 1961-1962, trovandosi davanti il Real Madrid: alla vittoria madrilena per 0-1 al Comunale, seguì analogo successo bianconero al Bernabéu grazie a Sívori – in quella che fu la prima vittoria di una squadra italiana a Madrid nonché la prima sconfitta interna dei Blancos nella competizione –; lo spareggio, giocato in un campo neutro al Parco dei Principi di Parigi, vide gli spagnoli passare il turno con una decisiva vittoria per 3-1. A fine stagione, con l'addìo di Charles che seguì di un anno quello di Boniperti, di fatto si chiuse un'epoca nella storia del club: la società ora presieduta da Vittore Catella, bisognosa di una corposa rifondazione, andò così incontro a un decennio globalmente avaro di risultati.
Nel 1963 la squadra vinse la Coppa delle Alpi, grazie a quattro successi in altrettante partite e culminati nella vittoriosa finale contro l'Atalanta (3-2): sebbene non fosse una competizione confederale, essa rappresentò il primo trionfo internazionale dei torinesi. Seguì nella stagione 1964-1965 la più rilevante affermazione in Coppa Italia, battendo il 29 agosto nella finale di Roma la Grande Inter con il decisivo 1-0 di Giampaolo Menichelli. In quell'annata la Juventus raggiunse inoltre la finale di Coppa delle Fiere (antenata della Coppa UEFA), persa a Torino contro il Ferencváros (0-1).

#### Stagione 1966-1967: la Juve Operaia e il tredicesimo scudetto
Nella stagione 1966-1967 la «Juve Operaia» conquistò il suo tredicesimo scudetto, all'ultima giornata e ai danni dell'Inter (battuta per 1-0 con gol di Favalli nello scontro diretto del 7 maggio 1967), squadra che la precedeva di un punto prima dei 90' conclusivi: i nerazzurri persero 0-1 in trasferta contro il Mantova (a causa di un errore del portiere Giuliano Sarti), mentre i bianconeri sconfissero in casa la Lazio per 2-1 coi gol di Giancarlo Bercellino e Gianfranco Zigoni.

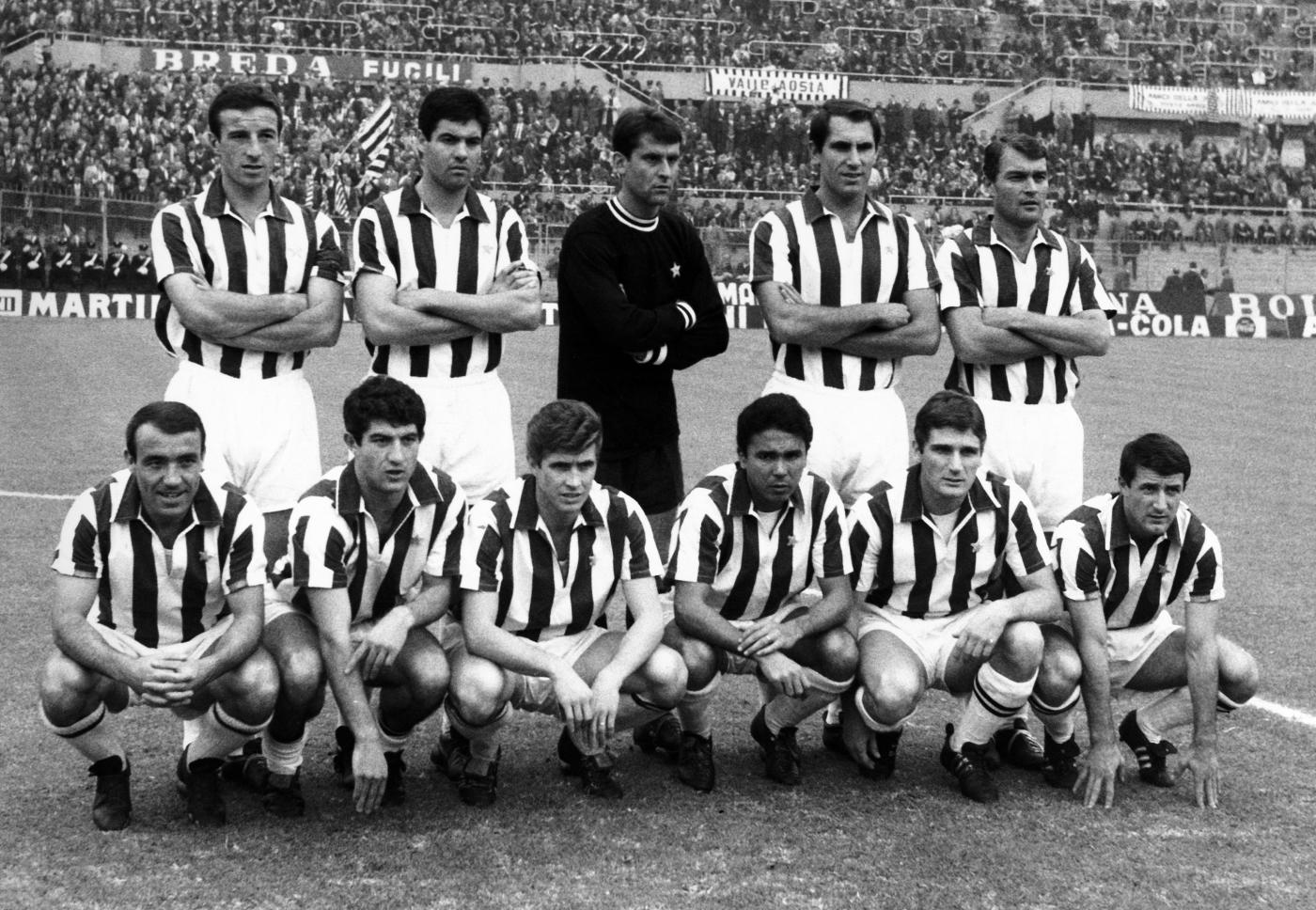
La Juve Operaia della stagione 1966-1967, forgiata dalla rigida disciplina tattica di Heriberto Herrera, che conquistò lo scudetto a spese della Grande Inter

In panchina sedeva il ginnasiarca Heriberto Herrera, tecnico paraguaiano fautore del movimiento (tra i precursori del calcio totale, poi sviluppato e perfezionato negli anni 1970 dai Paesi Bassi di Rinus Michels e Johan Cruijff). Per via di questa rigida concezione atletica del calcio da parte di «HH2», nel 1965 Sívori aveva lasciato la Juventus per andare al Napoli; baluardi della squadra divennero il portiere Roberto Anzolin, il libero Sandro Salvadore insieme ai compagni di reparto Bercellino e Gianfranco Leoncini, e la mezzala Luis del Sol, oltre al capitano Ernesto Castano.

#### Triennio 1967-1970
Nella Coppa dei Campioni 1967-1968 la Juventus, nel frattempo diventata sul piano finanziario una società per azioni, arrivò per la prima volta alle semifinali del torneo, estromessa dal Benfica di Eusébio (0-2 a Lisbona e 0-1 a Torino). La stagione 1968-1969, seppur priva di allori, portò a Torino due importanti pedine degli anni a venire come il tedesco Helmut Haller e il giovane Pietro Anastasi, mentre in quella successiva debuttarono in squadra Antonello Cuccureddu e Giuseppe Furino, con quest'ultimo che rimarrà legato alla Juventus, da bandiera e capitano, fino al campionato 1983-1984.

## Anni 1970 e 1980

### L'era Boniperti (1971-1990)

Francobollo emesso nel 1994 da Saint Vincent e Grenadine e celebrativo dello European Treble conseguito dal club durante la presidenza Boniperti

Il 13 luglio 1971 Giampiero Boniperti, dopo quindici stagioni come calciatore e un decennio da consigliere e successivamente amministratore delegato, diventò presidente della Juventus: si aprì un lungo ciclo trionfale che come negli anni 1930 coincise con i grandi successi della nazionale italiana, guidata in questi anni dal commissario tecnico Enzo Bearzot. Sotto la gestione dirigenziale di Boniperti, la società vinse nove scudetti in quindici anni (1971-1972, 1972-1973, 1974-1975, 1976-1977, 1977-1978, 1980-1981, 1981-1982, 1983-1984 e 1985-1986), tre Coppe Italia (1978-1979, 1982-1983 e 1989-1990) e un totale di sei trofei a livello internazionale, tra cui tutte e cinque le competizioni UEFA per club all'epoca vigenti, un'impresa mai accaduta prima, affermando la squadra bianconera tra le migliori nella storia della disciplina.

#### I cicli Vycpálek e Parola (1971-1976)

Gianpietro Marchetti, Francesco Morini, Helmut Haller e Pietro Anastasi negli spogliatoi dell'Olimpico di Roma il 20 maggio 1973, in festa dopo il 2-1 alla che valse il quindicesimo scudetto

Nell'estate 1970 la Juventus si rinnovò profondamente grazie alla valorizzazione di promettenti calciatori come Fabio Capello, Franco Causio e Luciano Spinosi, pescati in giro per l'Italia, o come il torinese Roberto Bettega, prodotto del vivaio bianconero, i quali svecchiarono una squadra ora affidata ad Armando Picchi. La Giovin Signora, seppur a tratti ancora acerba, raggiunse subito la finale della Coppa delle Fiere 1970-1971, l'ultima edizione del torneo, uscendo tuttavia sconfitta contro il Leeds Utd nonostante un cammino da imbattuta e il doppio pareggio in finale: 2-2 a Torino e 1-1 a Leeds (fu la prima volta che il trofeo venne assegnato sulla base dei gol segnati in trasferta). A sedere in panchina c'era già da febbraio un ex giocatore bianconero, il cecoslovacco Čestmír Vycpálek, a causa dei gravi problemi di salute di Picchi che lo porteranno a una prematura morte il 26 maggio di quell'anno.
Al termine del campionato 1971-1972 la Juventus tornò dopo cinque anni allo scudetto. Il trionfo confermò la bontà di un progetto che da qui in avanti, vide ogni anno l'innesto di un nuovo giovane in squadra: nel corso degli anni 1970 arrivarono a Torino elementi come Antonio Cabrini, Claudio Gentile, Gaetano Scirea e Marco Tardelli, fondamentali nei trionfi del successivo quindicennio.

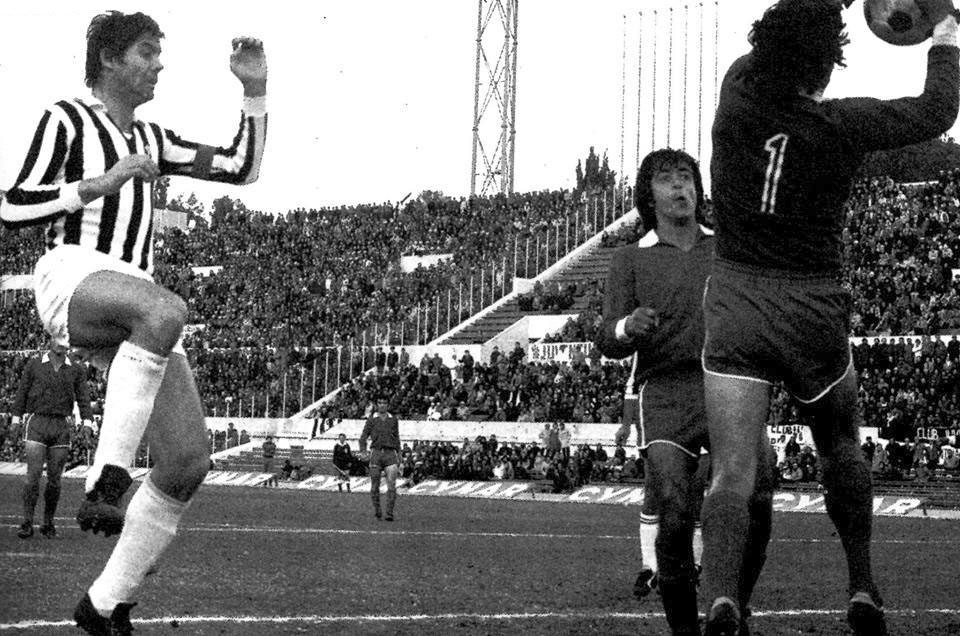
Sandro Salvadore, per dodici stagioni baluardo della difesa della Juventus, in azione contro l' nel corso della Coppa Intercontinentale 1973

Intanto la Juventus si riconfermò già nell'annata 1972-1973, la prima di Dino Zoff tra i pali, cogliendo il suo quindicesimo titolo nazionale, dopo aver avuto la meglio di Lazio e Milan in un lungo duello stagionale risoltosi solo nei minuti finali dell'ultima giornata. Nella stessa annata i bianconeri raggiunsero la finale di Coppa Italia, dove stavolta i rossoneri si presero la rivincita ai tiri di rigore, e per la prima volta nella loro storia quella di Coppa dei Campioni, tuttavia perdendo a Belgrado contro l'Ajax (0-1). Il 28 novembre 1973 la Juventus (che prese il posto del rinunciatario Ajax) perse a Roma anche la Coppa Intercontinentale contro l'Independiente (0-1), fallendo un rigore con Cuccureddu quando la gara era ancora a reti bianche.
Allenata dall'ex campione bianconero Carlo Parola, nella stagione 1974-1975 la Juventus rivinse lo scudetto al termine di un duello con il Napoli (battuto per 6-2 al San Paolo il 15 dicembre, e per 2-1 al Comunale di Torino il 6 aprile). La squadra arrivò inoltre fino alle semifinali della Coppa UEFA, dalla quale uscì in seguito alla doppia sconfitta col Twente. Nel campionato successivo invece non fu sufficiente un girone di andata da primato (26 punti ottenuti su 30), subendo nella tornata conclusiva la rimonta dei concittadini del Torino.
Frattanto dopo il campionato del mondo 1974 in Germania Ovest, iniziò un nuovo ciclo di grandi risultati per la nazionale di Bearzot, anche grazie al contributo primario della Juventus. Quattro anni dopo, al campionato del mondo 1978 in Argentina, l'Italia arrivò quarta schierando nelle proprie file complessivamente nove giocatori bianconeri: Zoff, Cabrini, Gentile, Scirea, Romeo Benetti, Cuccureddu, Causio, Tardelli e Bettega. In seguito, nel campionato del mondo 1982 in Spagna, furono sei i giocatori del «Blocco-Juve» a laurearsi campioni del mondo.

#### Il primo ciclo Trapattoni: la conquista dell'Europa e del mondo (1976-1986)
(Vladimiro Caminiti, 1991)

##### Biennio 1976-1978: due scudetti e la vittoria della Coppa UEFA

L'allenatore Giovanni Trapattoni, divenuto alla Juventus l'unico capace di vincere tutti i maggiori trofei UEFA per club

L'anno seguente Parola fu sostituito da Giovanni Trapattoni, all'epoca trentasettenne e con alle spalle solo un biennio di conduzione tecnica nel Milan, club nel quale era stato anche giocatore. Al debutto sulla panchina della Juventus vinse lo scudetto della stagione 1976-1977, conteso ai campioni uscenti del Torino fino all'ultima giornata: alla fine la Juventus prevalse con 51 punti, frutto di 23 vittorie, 5 pareggi e 2 sconfitte (primato per la Serie A a sedici squadre), contro i 50 del Torino. Quattro giorni prima di vincere il suo diciassettesimo scudetto la Juventus si aggiudicò anche la sua prima competizione internazionale, la Coppa UEFA, al termine di una doppia finale disputata contro gli spagnoli dell'Athletic Bilbao (1-0 all'andata e 1-2 al ritorno).
(Elio Domeniconi, Guerin Sportivo, maggio 1977)

Roberto Bettega, centravanti della Juventus dal 1970 al 1983 e poi dirigente durante il ciclo vincente di Marcello Lippi, qui in elevazione contro la difesa dell'Athletic Club nella finale di andata della Coppa UEFA 1976-1977, primo trofeo confederale vinto dai bianconeri

Con il supporto di Pietro Paolo Virdis, acquistato dal Cagliari, la Juventus conquistò nel 1978 il suo secondo tricolore consecutivo con cinque punti di vantaggio sulla coppia Lanerossi Vicenza-Torino. Nella stessa annata arrivò fino alle semifinali di Coppa dei Campioni, tuttavia perdendo ai supplementari con il Club Bruges.

##### Triennio 1979-1981: la sesta Coppa Italia
Gli anni 1970 si chiusero con un'altra Coppa Italia (la sesta) nel 1978-1979, con la vittoria in finale sul Palermo (gol di Brio e Causio) per 2-1 dopo i tempi supplementari.
Nella stagione successiva la squadra giunse fino alla semifinale di Coppa delle Coppe, ma fu sconfitta nel doppio confronto dai londinesi dell'Arsenal (1-1 e 0-1), dove giocava l'irlandese Liam Brady, che nel mercato estivo di quell'anno (il primo aperto dopo molti anni ai calciatori stranieri) fu acquistato proprio dalla Juventus, che nel biennio successivo vinse due scudetti consecutivi. Quello del 1980-1981 fu il diciannovesimo e venne vinto dopo un testa a testa con la Roma e le polemiche susseguenti un gol non convalidato al difensore della Roma Maurizio Turone nello scontro diretto disputatosi a Torino il 10 maggio 1981 e finito 0-0.

##### Biennio 1981-1983: lo scudetto della seconda stella e la settima Coppa Italia
L'anno successivo la Juventus vinse il ventesimo scudetto, ottenendo così la seconda stella e rimanendo l'unica squadra nel Paese ad avere raggiunto questo traguardo. Tuttavia in Coppa Italia e Coppa dei Campioni la squadra fu eliminata dopo i primi turni. Nella stagione 1982-1983 la Juventus vinse la Coppa Italia per la settima volta battendo in finale il Verona, oltre alla conquista del Mundialito per club. Giunse inoltre alla sua seconda finale di Coppa dei Campioni contro l'Amburgo, venendo sconfitta per 1-0 con il gol di Felix Magath.

Marco Tardelli e Gaetano Scirea, colonne della squadra del Trap fra gli anni 1970 e 1980, qui insieme a Morini (nel frattempo divenuto dirigente del club) e alla seconda linea Roberto Tavola, celebrano negli spogliatoi del Comunale la vittoria del ventunesimo scudetto della Juventus, dopo l'1-1 contro l' del 6 maggio 1984

In quegli anni giunsero alla società nuovi giocatori come i giovani Paolo Rossi, capocannoniere della coppa del mondo di Spagna e Pallone d'oro 1982. Durante il campionato del mondo in Spagna si distinsero altri due giocatori che proprio quell'estate erano arrivati alla Juventus, ovvero il polacco Zbigniew Boniek (ingaggiato dal Widzew Łódź) e il francese Michel Platini (all'epoca in scadenza di contratto presso il suo club in Francia, il Saint-Étienne), le cui nazionali erano giunte rispettivamente al terzo e quarto posto di quel mondiale.

##### Biennio 1983-1985: l'accoppiata scudetto-Coppa delle Coppe e il Grande Slam
Dopo un interregno della Roma (campione d'Italia 1982-1983) vinse il campionato 1983-1984, e colse la sua seconda affermazione internazionale vincendo da imbattuti la Coppa delle Coppe, superando nella finale di Basilea il Porto (2-1).

Sergio Brio, Tardelli e Antonio Cabrini, tra i protagonisti del Grande Slam nelle coppe europee, festeggiano il trionfo nella Supercoppa UEFA 1984

La vittoria in Coppa delle Coppe diede alla Juventus il diritto di sfidare il Liverpool (vincitore della Coppa dei Campioni) nella Supercoppa UEFA, che fu disputata in gara unica a Torino nel gennaio 1985 e vinta per 2-0 con doppietta di Boniek. A Bruxelles il 29 maggio 1985 la Juventus si laureò campione d'Europa contro lo stesso Liverpool al termine di un incontro vinto per 1-0 (Platini su rigore), ma oscurato dagli eventi accaduti allo stadio Heysel mezz'ora prima dell'incontro.
Con la vittoria in Coppa dei Campioni la Juventus divenne il primo club europeo a vincere tutte le tre maggiori manifestazioni organizzate dalla UEFA.

##### Stagione 1985-1986: il ventiduesimo scudetto e la prima Coppa Intercontinentale
Nella stagione 1985-1986 conquistò un altro scudetto grazie a un'iniziale sequenza di otto vittorie consecutive e 26 punti su 30 ottenuti nel girone di andata (entrambi primati), oltre alla prima Coppa Intercontinentale, vinta l'8 dicembre 1985 a Tokyo battendo ai tiri di rigore (2-2 dopo i supplementari) i campioni sudamericani dell'Argentinos Juniors, divenendo così il primo e l'unico club al mondo a vincere tutte le competizioni ufficiali a livello internazionale.
Con la stagione 1985-1986 si chiuse il decennio con Trapattoni allenatore: durante questi due lustri la società vinse un totale di sei scudetti, due Coppe Italia e tutte le coppe internazionali. Cabrini, Scirea e Tardelli divennero i primi calciatori europei ad avere conquistato tutte e tre le principali competizioni UEFA per club e i primi giocatori al mondo ad avere vinto sia tutte le competizioni internazionali a livello di club cui presero parte sia la Coppa FIFA. Trapattoni (che nel frattempo passò all'Inter) diventò il primo e unico nel continente ad avere vinto tutte le competizioni a livello di club a cui partecipò e tutte con lo stesso club.

Michel Platini, per 3 volte consecutive Pallone d'oro durante il suo lustro con la Juventus, e Scirea con la Coppa Intercontinentale 1985

Il 12 luglio 1988 a Ginevra in occasione del sorteggio delle competizioni europee della stagione 1988-1989 l'allora presidente della confederazione calcistica europea Jacques Georges conferì la Targa UEFA alla Juventus (rappresentata dall'allora presidente Giampiero Boniperti) in ragione del primato conseguito in campo continentale.

#### Il rinnovamento del periodo 1986-1990
Con Rino Marchesi sulla panchina la Juventus iniziò la stagione 1986-1987 con una vittoria 2-0 a Udine contro l'Udinese. La stagione terminò con il sorpasso all'Inter per il secondo posto con 39 punti, tre punti in meno della capolista Napoli, vincitrice del campionato. In Coppa dei Campioni invece la Juventus fu eliminata agli ottavi di finale dal Real Madrid: persa l'andata in trasferta per 1-0, al Comunale di Torino la Juve si impose per 1-0 grazie a un gol di Cabrini e la sfida proseguì ai calci di rigore, dove perse 3-1. Al termine della stagione Platini decise di lasciare il calcio giocato all'età di trentadue anni. Nella stagione successiva la Juventus concluse sesta in classifica con 31 punti e poté accedere alla Coppa UEFA dopo lo spareggio-derby contro il Torino (0-0 dopo i supplementari e 4-2 ai rigori).
Quella del 1988-1989 portò Dino Zoff come allenatore e Alessandro Altobelli come nuovo centravanti per sostituire l'avulso Ian Rush. Zoff diede alla squadra continuità e gioco grazie anche a innesti quali Rui Barros, Giancarlo Marocchi, Roberto Galia e Oleksandr Zavarov, pur senza lottare per lo scudetto che venne vinto dalla cosiddetta «Inter dei record», classificandosi al quarto posto dietro alla già citata Inter, al Milan e al Napoli.

##### Stagione 1989-1990: l'accoppiata Coppa Italia-Coppa UEFA

L'allenatore Dino Zoff e il suo erede a difesa della porta bianconera, Stefano Tacconi, posano con la Coppa UEFA 1989-1990 vinta in una finale tutta italiana contro la

L'annata 1989-1990 iniziò sotto nel più tragico dei modi: il 3 settembre 1989 perì trentaseienne in un incidente stradale a Babsk in Polonia il viceallenatore Gaetano Scirea, per anni libero, capitano e simbolo della squadra, nonché primatista di presenze con la Juventus fino al 2008.
La Juventus, ancora sotto la guida di Zoff e con una squadra che aveva come prima punta Totò Schillaci, finì il campionato di quell'anno ancora al quarto posto, così come nella stagione precedente. Tuttavia la Juventus conquistò l'ottava Coppa Italia battendo in finale il Milan dopo un pareggio per 0-0 a Torino e la vittoria per 1-0 a Milano, conquistando anche la Coppa UEFA in una doppia finale – per la prima volta nella storia delle competizioni europee tra due club italiani – contro la Fiorentina (3-1 a Torino e 0-0 sul campo neutro di Avellino). Questi furono i primi trofei vinti dopo tre stagioni senza titoli e la finale della Coppa UEFA fu l'ultima partita di Sergio Brio, titolare in difesa per dodici anni ed erede della fascia di capitano dopo l'addio di Cabrini l'anno prima. Il 5 febbraio 1990, mentre si inaugurava lo stadio delle Alpi in vista del campionato del mondo 1990, l'avvocato Vittorio Caissotti di Chiusano assunse la presidenza della società, chiudendo dopo diciannove anni l'era Boniperti.

## Anni 1990
Nella stagione successiva Zoff lasciò il posto all'emergente Luigi Maifredi, mentre salì ai vertici societari Luca Cordero di Montezemolo reduce dal comitato organizzatore del campionato del mondo 1990. L'allenatore bresciano, dopo l'arrivo di nuovi giocatori come Roberto Baggio, Thomas Häßler, Júlio César da Silva e Paolo Di Canio, debuttò malamente perdendo 1-5 la Supercoppa italiana contro il Napoli; in campionato non riuscì a portare la squadra (terza dopo il girone di andata) oltre il settimo posto finale, mentre in Coppa delle Coppe fu eliminata in semifinale dal Barcellona, pur con Baggio capocannoniere della competizione. Pertanto dopo ventinove anni (l'ultima volta era stata nel 1961-1962), la Juventus non si qualificò per alcuna competizione internazionale.

### Il secondo ciclo Trapattoni (1991-1994)

Roberto Baggio, trascinatore e capitano della Juventus nei primi anni 1990, solleva la Coppa UEFA 1992-1993 vinta contro il

L'avventura di Maifredi e Montezemolo a Torino durò appena un anno, sicché nella stagione 1991-1992 si tornò al passato richiamato Trapattoni in panchina e Boniperti, stavolta come amministratore delegato, dietro la scrivania. Nuovamente in mano al tecnico cusanese, la squadra perse la finale di Coppa Italia contro il Parma e si piazzò seconda in campionato. Nella stagione 1992-1993, rinforzatasi con il tedesco Andreas Möller, Fabrizio Ravanelli e Gianluca Vialli, la Juventus vinse per la terza volta la Coppa UEFA battendo nella doppia finale, per 3-1 in Germania (Dino Baggio e doppietta di Roberto Baggio) e per 3-0 a Torino (due gol di Dino Baggio e Möller), il Borussia Dortmund con un punteggio complessivo di 6-1, primato della manifestazione e dei tornei gestiti dalla UEFA: in quel torneo la squadra segnò 32 reti, per un totale di 106 nell'intera stagione. In campionato invece la Juventus si classificò al quarto posto, vincendo in casa del Milan il 18 aprile con doppietta di Möller e rete di Roberto Baggio. Al termine dell'anno solare Baggio venne premiato col Pallone d'oro, mentre nel 1993-1994 debuttarono in maglia bianconera Angelo Di Livio e Alessandro Del Piero, quest'ultimo destinato a divenire simbolo del club (oltreché futuro capitano) per il ventennio a seguire. La squadra terminò il campionato al secondo posto, staccata di tre punti dal Milan.

### L'era della Triade (1994-2006)

#### Il primo ciclo Lippi: nuovi successi nazionali e internazionali (1994-1999)
(Sheridan Bird, Champions Magazine, 2008)

##### Biennio 1994-1996: la seconda doppietta nazionale e la vittoria della Champions League

La festa negli spogliatoi del Delle Alpi il 21 maggio 1995, dopo il 4-0 ai rivali del che valse il ventitreesimo scudetto, atteso in casa juventina da 9 anni.

Il 1994 coincise con una profonda ristrutturazione manageriale in seno al club. Definitivamente archiviata l'era Boniperti, ci fu il ritorno dopo tre decenni di Umberto Agnelli il quale supervisionò l'insediamento ai vertici societari della cosiddetta «Triade», composta dal direttore generale Luciano Moggi, dall'amministratore delegato Antonio Giraudo e dal vicepresidente ed ex giocatore della Juventus Roberto Bettega. Questa nuova dirigenza rimarrà alla guida sportiva ed economico-finanziaria del club fino al 2006.
A corollario di tale rinnovamento, per la stagione 1994-1995 la Juventus si presentò ai nastri di partenza guidata dal promettente Marcello Lippi: l'allenatore viareggino, che proprio a Torino si affermerà ai massimi livelli, farà assurgere la squadra bianconera tra le migliori nella storia del calcio in virtù delle innovazioni di gioco apportate in fase offensiva e di un atteggiamento tattico allora inedito nel resto del continente. Dopo nove anni di attesa i bianconeri tornarono alla conquista del titolo nazionale, il ventitreesimo, con 96 reti siglate nell'arco dell'intera annata e dieci punti di vantaggio sulle seconde classificate Lazio e Parma (primato di squadra nei campionati con tre punti a vittoria, poi battuto dai diciassette del 2013-2014). La Juventus vinse inoltre la Coppa Italia contro i ducali, realizzando così la seconda doppietta nazionale nella sua storia, mentre in Coppa UEFA raggiunse per la quarta volta la finale, ancora contro i parmensi che questa volta ebbero la meglio (0-1 al Tardini e 1-1 nel ritorno giocato allo stadio Giuseppe Meazza di Milano). La stagione fu segnata dal lutto per la morte del giovane e promettente terzino Andrea Fortunato, scomparso per una grave forma di leucemia il 25 aprile 1995.

Il capitano bianconero Gianluca Vialli solleva il trofeo della UEFA Champions League 1995-1996 vinta nella finale di Roma contro l'

L'anno successivo la Juventus giunse al secondo posto della Serie A a otto punti di distanza dal Milan e conquistò il 17 gennaio 1996 la sua prima Supercoppa italiana, superando nuovamente il Parma per 1-0 al Delle Alpi. Con questo trofeo divenne la prima squadra a vincere le tre maggiori competizioni nazionali nello stesso anno. La squadra concluse la stagione con il trionfo in Champions League (ex Coppa dei Campioni), che venne vinta il 22 maggio seguente nella finale di Roma contro l'Ajax, sconfitto per 5-3 ai tiri di rigore, dopo che i supplementari si erano conclusi sull'1-1 con i gol di Ravanelli per la Juventus e Jari Litmanen per l'Ajax.

##### Stagione 1996-1997: i trionfi del centenario
Nel 1997 la Juventus festeggiò i cento anni dalla sua fondazione istituzionale: allo scopo di celebrare questa ricorrenza la società e le autorità della città di Torino organizzarono una serie di manifestazioni denominate Juvecentus (1897-1997; Cento anni di Juve) e dal 22 al 27 maggio venne presentata al Lingotto l'attività editoriale, multimediale e filatelica del club. In occasione del secolo di vita della Juventus fu poi organizzata la Coppa del Centenario-Trofeo Repubblica di San Marino contro gli inglesi del Newcastle Utd (la Juventus indossò una speciale divisa rosanero che ricordava la prima storica casacca della società), disputata allo stadio Dino Manuzzi di Cesena il 3 agosto. A fianco di queste iniziative venne allestita la Mostra del Centenario a illustrare l'origine e l'evoluzione del club, oltre alla creazione di un fanclub con più di 10 000 membri.

Alessandro Del Piero, bandiera della Juventus dal 1993 al 2012, stringe la Supercoppa UEFA 1996 vinta battendo il con uno storico punteggio aggregato di 9-2.

La stagione 1996-1997 fu inaugurata con una nuova vittoria nella doppia finale di Supercoppa UEFA contro il club vincitore della Coppa delle Coppe, il Paris Saint-Germain (6-1 in trasferta a Parigi all'andata e 3-1 a Palermo nel ritorno): il 9-2 complessivo è lo scarto più grande mai raggiunto nelle finali UEFA. In seguito il 26 novembre 1996 a Tokyo la squadra conquistò anche la seconda Coppa Intercontinentale contro i campioni sudamericani del River Plate. Il ventiquattresimo scudetto della storia venne conquistato con 65 punti, mentre in Champions League la Juventus perse per 1-3 la finale giocata a Monaco di Baviera il 28 maggio 1997 contro il Borussia Dortmund.

##### Biennio 1997-1999
L'anno successivo la squadra vinse la Supercoppa italiana contro il Vicenza per 3-0, quindi a fine stagione arrivò il venticinquesimo scudetto con cinque punti di vantaggio sull'Inter. Nella terza finale consecutiva di Champions League giocata ad Amsterdam il 20 maggio 1998 la Juventus cedette per 0-1 al Real Madrid, ma Del Piero si aggiudicò il titolo di capocannoniere della manifestazione con 10 reti.
La stagione 1998-1999 partì con la sconfitta (1-2) della squadra nella Supercoppa di Lega contro la Lazio. In Champions League la Juventus sfiorò la quarta finale consecutiva uscendo dalla Champions in semifinale per mano del Manchester Utd. Dopo la sconfitta per 4-2 contro il Parma a metà del girone di ritorno Lippi si dimise e fu sostituito da Carlo Ancelotti, che condusse una squadra ormai alla fine di un ciclo al settimo posto, venendo relegata alla Coppa Intertoto UEFA dopo avere perso anche lo spareggio UEFA con l'Udinese.

## Anni 2000

### L'interregno di Ancelotti (1999-2001)

Da sinistra: il patron Gianni Agnelli, il vicepresidente Bettega e il fantasista Zinédine Zidane, parte della Juventus a cavallo di II e III millennio

Nell'estate 1999 Ancelotti portò la formazione a vincere la Coppa Intertoto UEFA – riconvalidando dunque il primato di vittorie in ogni competizione confederale. Il campionato vide la Juventus contendere lo scudetto alla Lazio, ma dopo avere vinto il titolo di metà stagione subì la rimonta dei biancocelesti cedendo anche nello scontro diretto. Il possibile titolo sfumò all'ultima giornata, quando perdendo in trasferta contro il Perugia (su un campo reso impraticabile dalla pioggia che causò un'interruzione di oltre un'ora) la squadra si fece definitivamente sorpassare dalla Lazio.
Anche l'annata successiva terminò con il secondo posto, questa volta dietro alla Roma. Le mancate affermazioni portarono all'addio di Ancelotti, sostituito dal rientrante Lippi.

### Il secondo ciclo Lippi (2001-2004)
Nel 1998 l'allenatore della Roma, Zdeněk Zeman, rilasciò dichiarazioni circa un supposto, eccessivo ricorso ai farmaci da parte delle società di calcio. Sulla base di queste parole il procuratore generale di Torino, Raffaele Guariniello, aprì un'inchiesta che coinvolse diverse squadre, tra cui Juventus, Parma, Roma e Torino. Per motivi di competenza territoriale, solo sulle squadre torinesi fu aperto un provvedimento giudiziario: nel caso dei bianconeri, il procedimento vide imputati il medico sociale Riccardo Agricola e l'amministratore delegato Antonio Giraudo.
Nella sentenza di primo grado del processo penale, iniziato nel 2002, Agricola fu condannato a una pena sospesa di 1 anno e 10 mesi «per frode sportiva e somministrazione di farmaci in modo pericoloso per la salute» come l'EPO (quest'ultimo argomento fu introdotto tra le imputazioni nel 2004 su base ipotetica) in base ai valori sanguigni dei calciatori juventini – nonostante i risultati negativi riscontrati in tutti gli oltre 480 controlli antidoping registrati durante il periodo indagato –, mentre Giraudo venne assolto «per non avere commesso il fatto»; inoltre non emersero prove che confermassero alcuna responsabilità diretta della Juventus nella vicenda. Nel 2005 Guariniello propose appello contro la sentenza, che venne ribaltata in secondo grado in favore della difesa. La Corte d'appello di Torino confermò nello stesso anno l'assoluzione di Giraudo e annullò la condanna di Agricola, assolvendolo dal reato di «frode sportiva» relativo all'uso di EPO «perché il fatto non sussiste», nonché dalla somministrazione di medicinali non vietati «perché il fatto non costituisce reato».
Guariniello propose un ulteriore ricorso contro quest'ultima sentenza. Nel 2007 la Cassazione confermò le assoluzioni di Giraudo e Agricola per il reato di «frode sportiva» relativo all'EPO, mentre accolse in parte qua il ricorso in riferimento ai medicinali vietati diversi dall'EPO, nonché alla somministrazione off-label di quelli leciti, annullando le relative sentenze: nel primo caso, pur precisando che a essa «non compete [...] la valutazione nel merito delle specifiche condotte incriminate», rilevò che l'assoluzione in Corte d'appello «sul punto specifico, risulta carente» non essendo state confutate le argomentazioni del giudice di primo grado; nel secondo caso ritenne che, pur non essendo all'epoca ancora in vigore la legge sul particolare, l'utilizzo off-label di farmaci potesse integrare in abstracto una «frode in competizioni sportive» secondo l'art. 1 della legge n. 401 del 1989, l'unica applicabile al periodo indagato. La Cassazione, pertanto, pose la necessità di un giudizio di rinvio e di una nuova perizia riguardo alle due ipotesi; tutto ciò non ebbe luogo per l'estinzione delle accuse in oggetto a causa della prescrizione.
Sul piano sportivo il procedimento disciplinare, avviato dalla procura antidoping nei confronti di Agricola, iniziò con un'indagine della procura di Torino terminata con l'assoluzione emessa dall'Ufficio di Procura Antidoping del Comitato olimpico nazionale italiano (CONI) nel 2000, non essendo stati riscontrati indizi di «doping ematico». Il processo sportivo venne poi riaperto dopo la sentenza penale di primo grado: nel 2005 il Tribunale Arbitrale dello Sport, su richiesta del CONI, sancì che «l'uso di sostanze farmacologiche che non sono espressamente proibite dalla legge sportiva e che non possono essere considerate come sostanze simili o associate a quelle espressamente proibite non può essere sanzionato con provvedimenti disciplinari». Su questa sentenza il processo sportivo si concluse con l'assoluzione emessa dalla Commissione disciplinare nello stesso anno, confermata sia dalla Commissione d'Appello Federale nel 2006, sia dal giudice di ultima istanza nel 2007.
Al ritorno di Lippi fece seguito nell'autunno 2001 l'ingresso in Borsa della società. Fu così compiuto un nuovo importante passo nell'evoluzione da società calcistica civile a entertainment and leisure group: nei primi anni del XXI secolo con oltre duecento milioni di euro di fatturato la Juventus era la terza società calcistica per ricavi in Europa dopo Manchester Utd e Real Madrid.
La stagione 2001-2002 segnò il ritorno allo scudetto, conquistato ai danni dell'Inter dopo un finale che vide coinvolta anche la Roma e che si concluse con il sorpasso sull'Inter all'ultima domenica, in un pomeriggio rimasto nella storia della Juventus e del calcio italiano come quello del «cinque maggio». Nello stesso anno vennero messi in bacheca la Supercoppa italiana e un altro tricolore. In Champions League a capo di un torneo che la vide protagonista la Juventus tornò a disputare una finale dopo cinque anni: venne però sconfitta ai rigori dal Milan dopo lo 0-0 dei tempi supplementari nella prima finale tutta italiana nella storia della manifestazione. In precedenza il 24 gennaio 2003 la Juventus aveva dato l'addìo all'avvocato Gianni Agnelli, uno dei più grandi illustri della storia d'Italia e della Juventus.

L'allenatore Marcello Lippi (a sinistra), vincitore di 5 campionati italiani sulla panchina torinese, e il francese David Trezeguet (al centro), centravanti di riferimento nella Juventus degli anni 2000, festeggiano tra i tifosi nel pomeriggio di Udine del «cinque maggio», per l'insperato scudetto 2001-2002

La stagione 2003-2004 fu anch'essa segnata da eventi luttuosi per la società, con la scomparsa di due figure chiave nella storia recente del club, il presidente Vittorio Chiusano (31 luglio 2003) e Umberto Agnelli (27 maggio 2004). Sul versante sportivo la Juventus vinse un'altra Supercoppa di Lega e chiuse terza in campionato. A fine stagione Lippi lasciò definitivamente la squadra per passare sulla panchina della nazionale.

### Dal biennio di Capello allo scandalo Calciopoli (2004-2006)
Nell'estate 2004 la squadra venne affidata a Fabio Capello. Il 20 maggio 2005 grazie al pareggio nell'anticipo tra Milan e Palermo la Juventus si laureò campione d'Italia, conquistando alla fine del torneo 86 punti, sette in più del Milan. In Champions League la squadra venne eliminata nei quarti di finale a opera degli inglesi del Liverpool.
Nel campionato 2005-2006 la Juventus batté il primato storico di vittorie consecutive all'inizio del campionato (9), che sommate alla vittoria per 4-2 contro il Cagliari nella giornata di chiusura del torneo precedente hanno composto la serie di trionfi in fila più lunga nel campionato a girone unico a pari merito con quella della stagione 1931-1932. Stabilì il primato di punti in totale (91) e in un solo girone (52 punti solo all'andata: 17 vittorie, un pareggio e una sconfitta). La squadra perse una sola partita in campionato (cosa mai riuscita nei campionati a venti squadre), quella in casa del Milan per 3-1 il 29 ottobre. Tale gara fu anche l'ultima persa nei campionati a girone unico per quasi due anni fino alla sconfitta in trasferta contro il Mantova del 13 gennaio 2007 per un totale di 46 gare in serie positiva. La squadra si aggiudicò il primo posto battendo il 14 maggio la Reggina per 2-0. Per tutta l'era Capello la Juventus fu sempre capolista della Serie A (76 giornate, primato nazionale). Il 20 agosto perse la Supercoppa italiana contro l'Inter per 0-1 ai supplementari. In Champions League invece la Juventus fu eliminata nei quarti di finale dagli inglesi dell'Arsenal.
Sul finire della stessa stagione, tuttavia, la società rimase coinvolta nello scandalo Calciopoli che segnerà uno spartiacque nella storia del club e, di riflesso, del calcio italiano: riconosciuta colpevole di «una fattispecie di illecito associativo» – termine allora non previsto dall'ordinamento giuridico sportivo italiano, ma che fu giudicato dalla Corte Federale come una violazione dell'articolo 6 del Codice di Giustizia Sportiva allora in vigore e riguardante i casi di «illecito sportivo» – correlato all'annata precedente, la giustizia sportiva condannò la Juventus alla revoca dello scudetto 2004-2005, alla non assegnazione di quello del 2005-2006 e alla retrocessione d'ufficio in Serie B per la prima volta in 109 anni. A seguito di questo tsunami sportivo Moggi e Giraudo rassegnarono le loro dimissioni, sancendo di fatto la fine del ciclo della Triade che aveva segnato il precedente decennio di successi bianconeri. Vennero quindi nominati presidente Giovanni Cobolli Gigli, direttore sportivo Alessio Secco e amministratore delegato Jean-Claude Blanc, il gruppo dirigenziale che guiderà la società del difficile post-Calciopoli.

### Il periodo 2006-2011

#### Dalla stagione in Serie B al ritorno in Serie A (2006-2009)
(David Trezeguet, 2014)

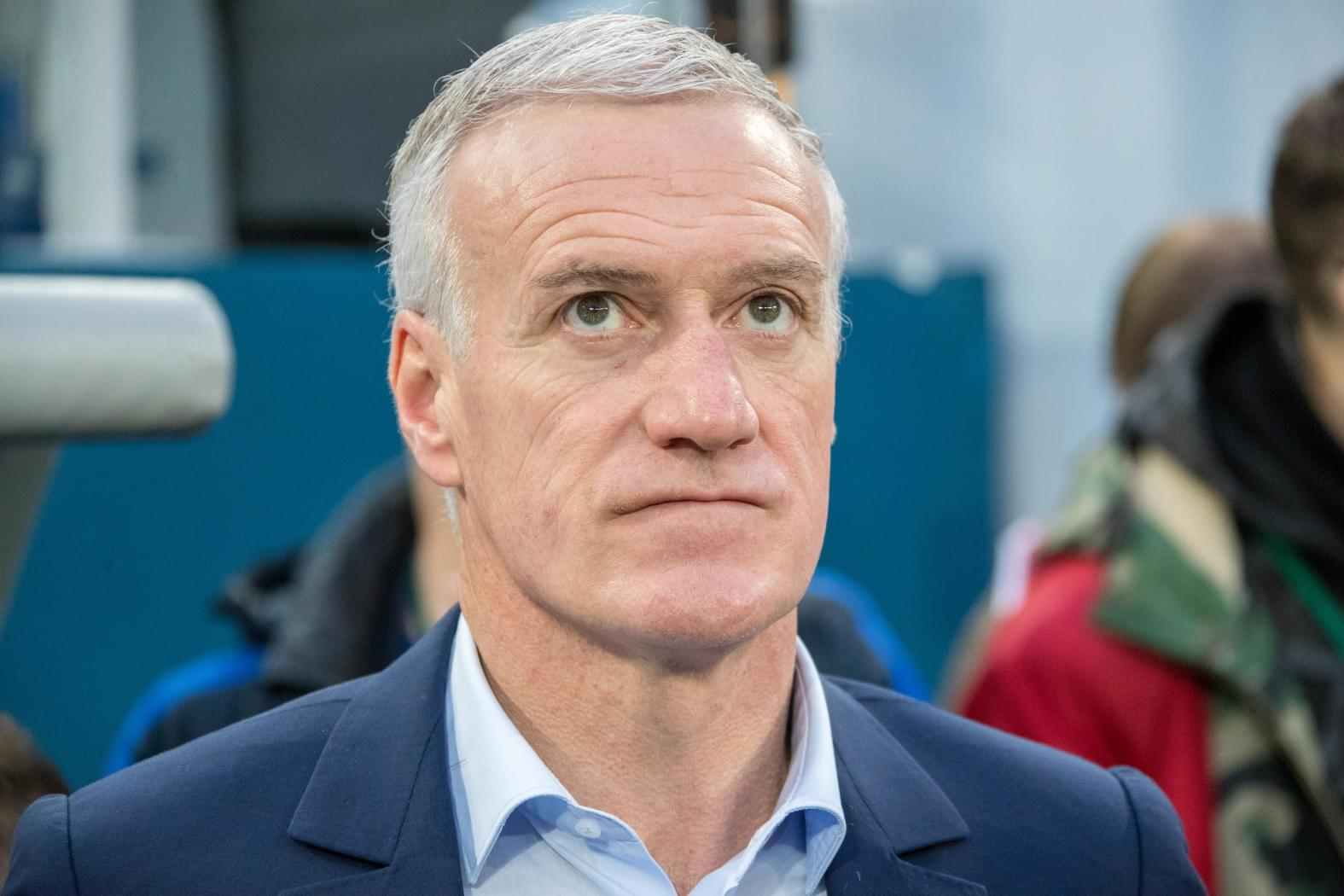
Didier Deschamps, già perno del centrocampo bianconero nel primo ciclo Lippi, una volta passato in panchina riporta la squadra in Serie A guidandola alla vittoria del campionato di Serie B 2006-2007

Nella complicata estate del 2006 la ricostruzione della squadra venne affidata all'allenatore Didier Deschamps, già centrocampista juventino nella seconda metà degli anni 1990, chiamato a risollevare un ambiente scivolato al punto più basso della propria storia. Dopo 36 partite del campionato di Serie B, e nonostante la penalizzazione di 9 punti, la Juventus, che si trovò in testa alla classifica rimanendo sempre tra le prime posizioni, il 19 maggio 2007 (dopo la vittoria per 5-1 in trasferta ad Arezzo) raggiunse la matematica promozione in Serie A con tre giornate di anticipo rispetto alla fine del torneo; il successivo 26 maggio, tuttavia, crescenti dissidi con la dirigenza portarono Deschamps a risolvere il proprio contratto, dopo la vittoria casalinga sul Mantova che assicurò la vittoria del campionato.

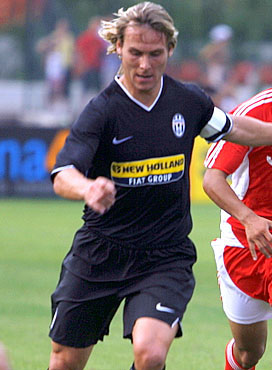
Pavel Nedvěd, leader della Juventus negli anni 2000 nonché tra i senatori che non abbandonano la squadra nel post-Calciopoli, vivrà poi da dirigente il vittorioso ciclo domestico degli anni 2010

Il ritorno in massima serie della Juventus, passata nelle mani di Claudio Ranieri, avvenne il 25 agosto seguente contro il Livorno in una partita terminata con il risultato di 5-1 in favore dei bianconeri. Al termine di una stagione grossomodo positiva se non al di sopra delle aspettative, la squadra arrivò terza in campionato, per quello che fu il migliore piazzamento di una neopromossa da trent'anni a quella parte. Nell'annata 2008-2009 la società, tornata dopo due anni di assenza alle competizioni confederali, si spinse fino agli ottavi di finale della Champions League prima di essere eliminata dal Chelsea, finalista uscente; tuttavia fu anche la stagione in cui si chiuse la breve esperienza di Ranieri a Torino, sostituito sul finire del campionato dall'ex difensore juventino Ciro Ferrara il quale condusse la squadra al secondo posto.

#### Le difficoltà del biennio 2009-2011
Dopo il precedente e positivo biennio, che aveva fatto ben sperare in casa juventina circa un veloce ritorno ad alti livelli, al contrario quello successivo farà segnare una brusca battuta d'arresto. Nella stagione 2009-2010 la squadra venne estromessa dalla Champions League già nella fase a gironi, stabilendo suo malgrado il primato di marcature subite in casa nelle coppe europee. A gennaio fu poi eliminata dall'Inter (1-2) ai quarti di finale di Coppa Italia, una sconfitta che sancì l'esonero di Ferrara in favore di Alberto Zaccheroni. Il cambio della guida tecnica non diede i frutti sperati, tanto che la squadra uscì successivamente agli ottavi dell'Europa League per mano dei futuri finalisti del Fulham, chiudendo infine il campionato al settimo posto con ben 15 sconfitte – primato negativo del club in un torneo a 20 squadre, con un totale di 19 nel corso della stagione – e 56 gol subiti, eguagliando gli scialbi numeri ottenuti nell'edizione 1961-1962.
L'annata 2010-2011 vide l'effimera prova di Luigi Delneri sulla panchina juventina. La squadra, ancora zavorrata da errori societari e di mercato, uscì presto di scena nella fase a gironi di Europa League, mentre il campionato registrò un nuovo e deludente settimo posto, questa volta mancando anche l'accesso alle competizioni continentali. Era dal triennio 1954-1957 che la Juventus non terminava almeno due edizioni consecutive della Serie A al di sotto di tale piazzamento.

## Anni 2010

### L'era Andrea Agnelli (2010-2023)

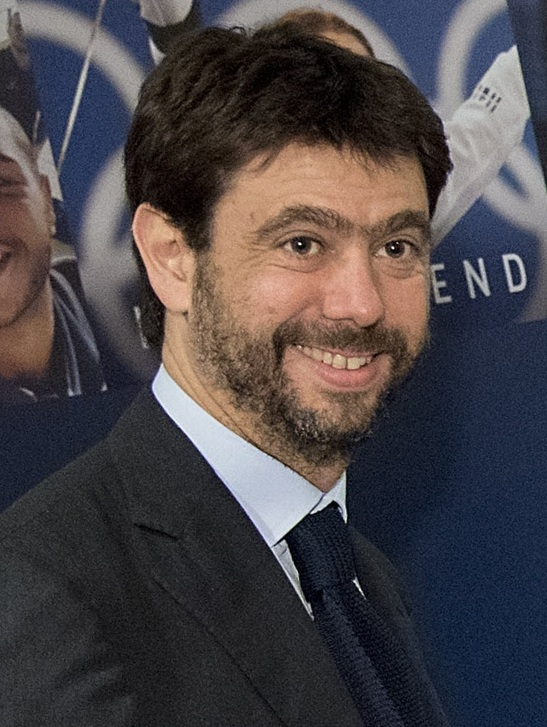
Andrea Agnelli, presidente della Juventus dal 2010 al 2023, traghettò il club dal post-Calciopoli a un nuovo ciclo di successi

Nell'ambito di un graduale cambio di rotta sul piano societario, nel 2010 a Blanc subentrò alla presidenza della Juventus Andrea Agnelli, quarto esponente della celebre famiglia torinese proprietaria del club. Alle prese con una squadra da qualche anno deficitaria sia a livello sportivo sia di bilancio, tra i primi passi della nuova gestione c'è da una parte il risanamento delle casse societarie e la graduale apertura verso nuove opportunità di fatturato, mentre dall'altra si assiste a un profondo rinnovamento dell'organigramma con le nomine di Giuseppe Marotta e Fabio Paratici, rispettivamente a direttore generale e direttore sportivo, assieme al ritorno in società, stavolta in veste dirigenziale, di Pavel Nedvěd.
Al riassetto sportivo seguì di pari passo l'ampliamento e la modernizzazione del patrimonio immobiliare. A corollario di un percorso quasi ventennale, nel 2011 arrivò compimento l'idea dello stadio di proprietà con l'inaugurazione, sulle ceneri del Delle Alpi, dello Juventus Stadium. Negli anni seguenti si aggiunsero l'annesso J-Museum, il primo museo societario bianconero, e tutto il complesso del J-Village. Ancora sul lato sportivo, infine, sul finire del decennio la presidenza Agnelli varò l'istituzione della seconda squadra maschile e della prima squadra femminile.

#### Le stagioni dei record (2011-2020)

##### Il ciclo Conte: verso la terza stella (2011-2014)

###### Stagione 2011-2012: lo scudetto della rinascita

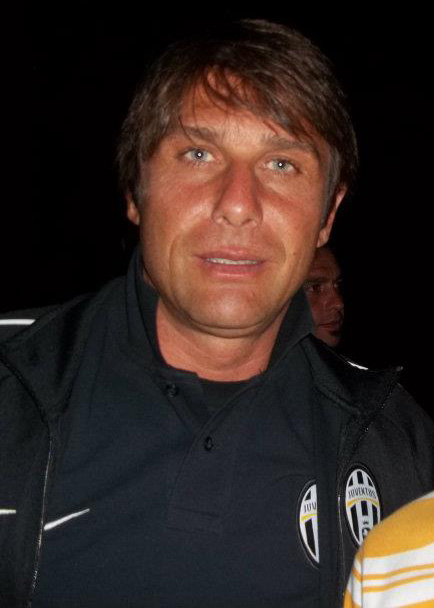
Antonio Conte, dapprima 5 scudetti da giocatore e capitano, e poi 3 da allenatore con la Juventus

La stagione 2011-2012 vide l'arrivo in panchina di Antonio Conte, già capitano juventino negli anni 1990, il quale nella nuova veste di tecnico gettò le basi per il ritorno ai vertici della società. In campionato, rinforzatasi con nomi quali il giovane Arturo Vidal e l'esperto Andrea Pirlo, e dopo un lungo testa a testa col Milan, il 6 maggio 2012 la Juventus è tornata a laurearsi dopo nove anni campione d'Italia, vincendo il suo ventottesimo scudetto. Il tricolore è arrivato senza avere mai perso una partita, eguagliando un primato conseguito nella storia del girone unico solo dal Perugia nel 1978-1979 e dal Milan nel 1991-1992; la Juventus è però la prima a siglare questo primato in un torneo a venti squadre, stabilendo così il primato nazionale di imbattibilità stagionale in campionato. L'imbattibilità stagionale venne persa nella gara d'epilogo, la finale di Coppa Italia in cui è il Napoli a imporsi, mettendo fine a un'invulnerabilità durata 43 partite, anch'esso primato nazionale.

###### Biennio 2012-2014: dalla riconferma al campionato dei record
Nell'estate 2012 la Juventus, che nel frattempo ha salutato la bandiera Del Piero e accolto tra le proprie file il promettente Paul Pogba, vince a Pechino la sua quinta Supercoppa italiana superando il Napoli, un trofeo che mancava dall'edizione 2003. Nonostante la battuta di arresto al ritorno in Europa, dov'è estromessa dai futuri campioni del Bayern Monaco, la Juventus ha marciato stabilmente e con discreta tranquillità in vetta alla classifica del campionato, sicché il 5 maggio 2013 è arrivato il ventinovesimo titolo italiano e il secondo consecutivo.

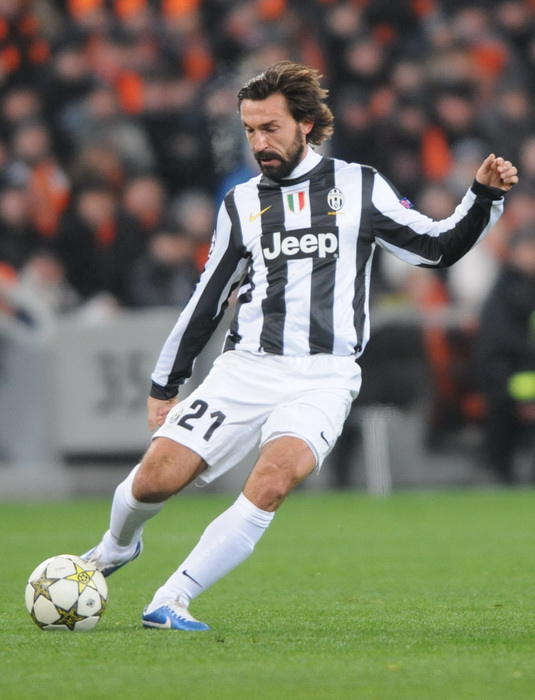
Andrea Pirlo, tra i maggiori artefici della rinascita juventina negli anni 2010; nel decennio seguente, sempre in bianconero vivrà i primi trionfi da allenatore

L'annata 2013-2014 si è aperta in agosto con il secondo successo consecutivo in Supercoppa di Lega, superando all'Olimpico di Roma la Lazio con un netto 4-0 su cui ha messo il sigillo Carlos Tévez, neoacquisto e a posteriori trascinatore della Juventus nel successivo biennio. Dopo una deludente eliminazione al primo turno di Champions League. la squadra è ripescata in Europa League dove ha offerto un cammino migliore, fermandosi tuttavia a un passo dalla finale dopo essere battuti dai portoghesi del Benfica, raggiungendo comunque una semifinale europea che mancava da undici anni.
In Serie A si è invece ripetuto il copione delle precedenti stagioni e, dopo avere rincorso la Roma nelle prime giornate del torneo, ha preso la testa della classifica in autunno per mantenerla sino al termine: il 4 maggio 2014 la Juventus ha vinto il terzo scudetto dell'era Conte e trentesimo nella storia del club, che diventa il primo in Italia a cucirsi al petto la terza stella. La squadra torinese è artefice in questa stagione di un «cammino record», battendo numerosi primati societari e nazionali: su tutti quello di punti in graduatoria con 102, tripla cifra mai toccata prima nel calcio professionistico italiano, nonché sesto punteggio a livello europeo.

##### Il primo ciclo Allegri: dominio domestico e finali europee (2014-2019)

###### Stagione 2014-2015: la terza doppietta nazionale

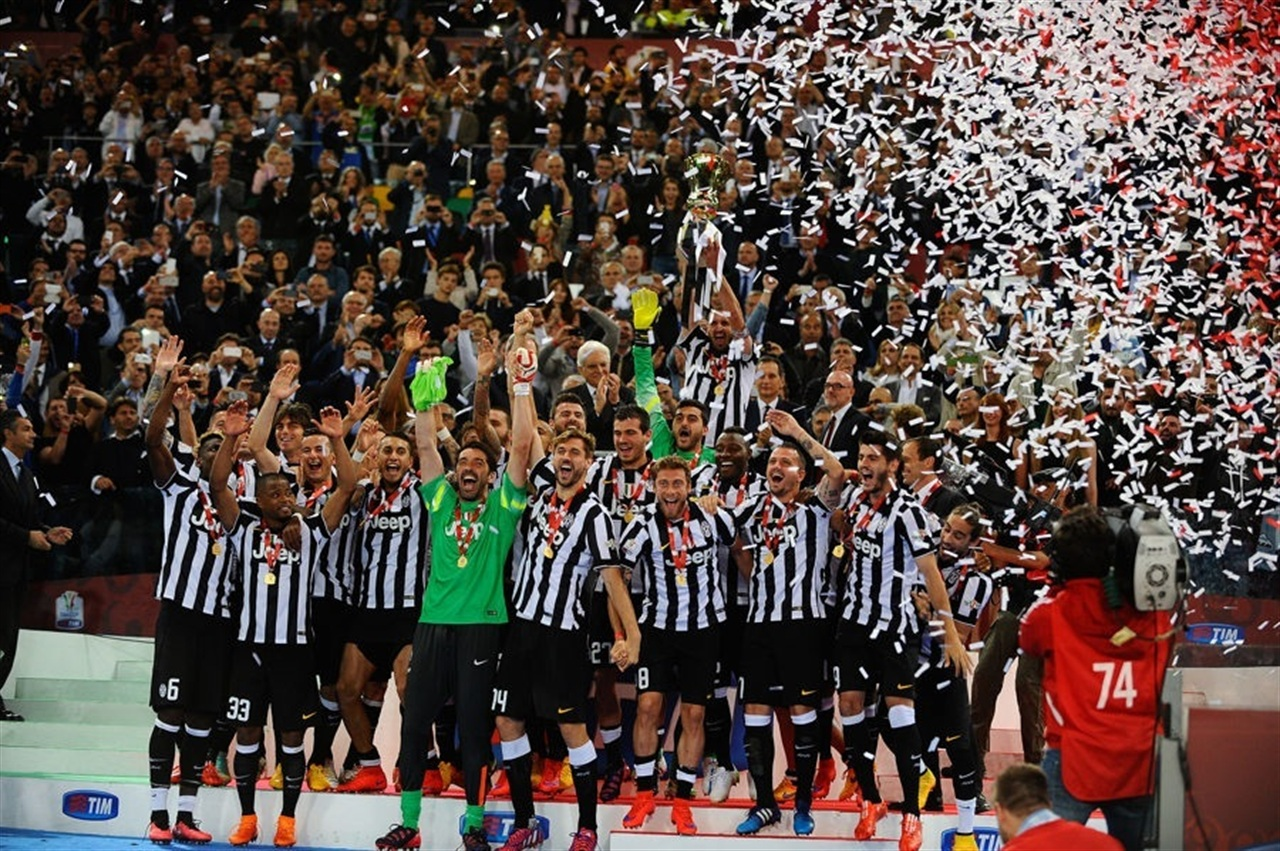
La Juventus festeggia il trionfo nella Coppa Italia 2014-2015, la decima della sua storia

L'annata 2014-2015 si è aperta in maniera turbolenta per l'ambiente bianconero, con le improvvise dimissioni di Conte e l'arrivo in panchina di Massimiliano Allegri. Tale avvicendamento tecnico non ha tuttavia scalfito l'egemonia juventina sul calcio italiano di questo decennio, con una stagione culminata nella terza doppietta nazionale della storia del club: il 2 maggio 2015 con il successo 1-0 sul campo della Sampdoria, la Juventus conquistò il suo trentunesimo scudetto nonché quarto consecutivo; il 20 maggio seguente arrivò quindi la decima Coppa Italia, vinta 2-1 ai tempi supplementari contro la Lazio nella finale di Roma – anche stavolta la Juventus è la prima in Italia a raggiungere il simbolico traguardo della stella d'argento.
Non è invece riuscita l'affermazione europea in Champions League dove, al termine di un cammino che l'ha vista tornare in finale dopo dodici anni, all'Olympiastadion di Berlino la squadra piemontese è stata sconfitta 1-3 dai catalani del Barcellona.

###### Stagione 2015-2016: dalla rimonta-record alla prima tripletta nazionale
L'annata 2015-2016 ha proposto una Juventus decisamente rinnovata nell'organico, priva di alcuni protagonisti dei successi del precedente quadriennio (Pirlo, Vidal e Tévez su tutti). L'esordio stagionale è avvenuto allo Shanghai Stadium nella vittoria per 2-0 contro la Lazio in Supercoppa italiana. Ciononostante l'avvio di stagione è stato pieno di difficoltà per la Juventus, che per i primi mesi di campionato è rimasta molto lontana dalle posizioni di vertice della classifica (sintomatico lo zero in classifica dopo due giornate, fatto mai accadutole prima dall'istituzione del girone unico), pagando oltremodo la ricerca del miglior equilibrio in un nuovo gruppo di calciatori in cui iniziò presto a farsi spazio il giovane Paulo Dybala.
(Massimo De Luca, 24 aprile 2016)

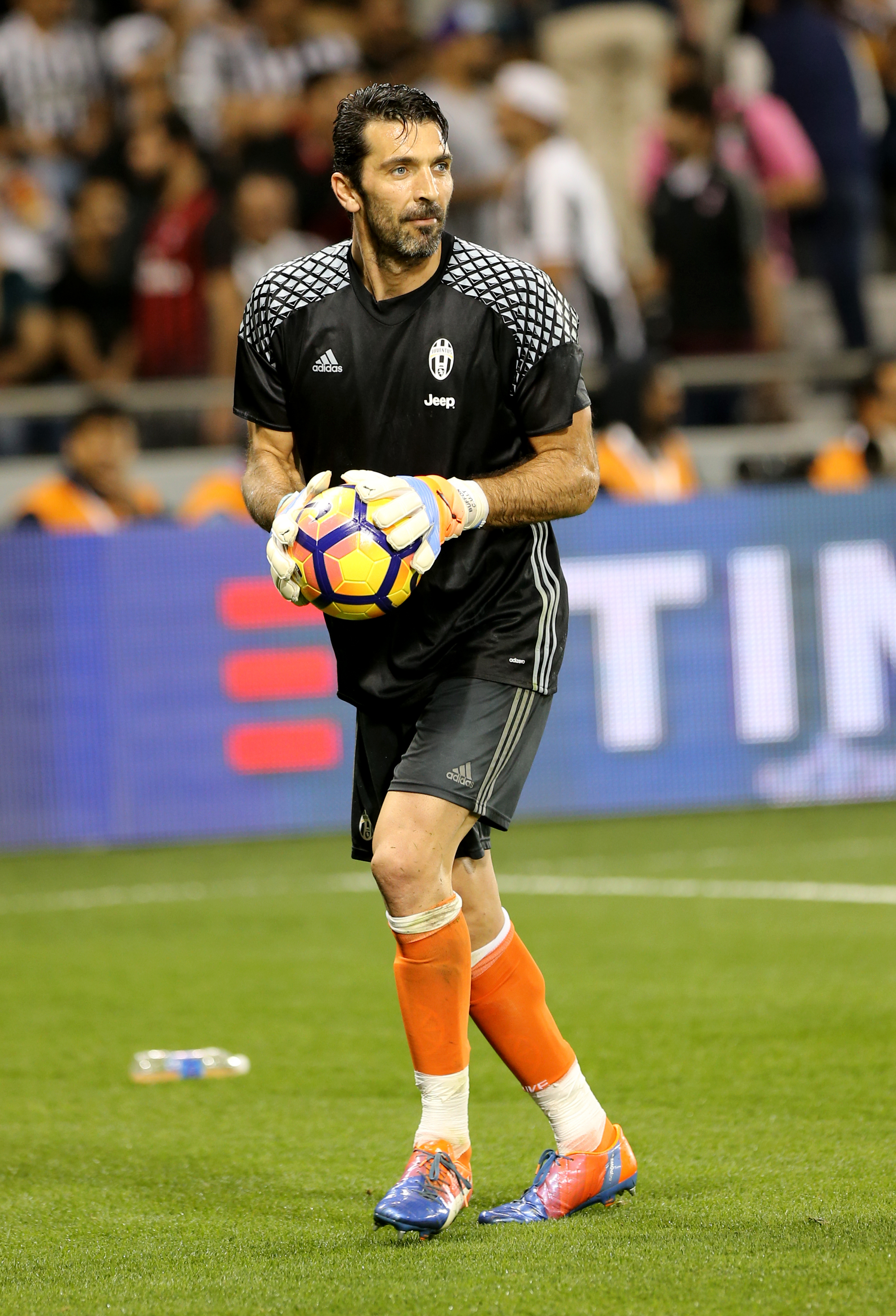
La bandiera Gianluigi Buffon, il calciatore più titolato della Serie A coi suoi 10 scudetti vinti a Torino

A dispetto di pronostici e statistiche avverse la Juventus è stata tuttavia artefice di una inaspettata rimonta che l'ha portata il 25 aprile 2016 a riconfermarsi per la quinta volta consecutiva campione d'Italia. Con la vittoria della seconda Coppa Italia consecutiva e undicesima totale, arrivata battendo nella finale del 21 maggio a Roma il Milan, la Juventus ha chiuso la stagione mettendo in bacheca la sua prima tripletta nazionale.

###### Triennio 2016-2019: il quartodoubleconsecutivo e nuovi scudetti
(Pavel Nedvěd, 14 maggio 2018)
Rinforzatasi con elementi quali Miralem Pjanić, Gonzalo Higuaín e Dani Alves, la stagione 2016-2017 ha visto una Juventus centrare uno storico trentatreesimo scudetto e sesto consecutivo, raggiunto il 21 maggio 2017: dopo ottantadue anni, gli uomini di Allegri riescono a battere il record della Juve del Quinquennio. Al tricolore viene affiancata la dodicesima Coppa Italia nonché terza consecutiva, arrivata quattro giorni prima battendo la Lazio. È invece ancora rimandato l'appuntamento con un successo europeo: alla seconda finale di Champions League nell'arco di un triennio, il 3 giugno al Millennium Stadium di Cardiff i piemontesi cedono 1-4 ai detentori del Real Madrid.

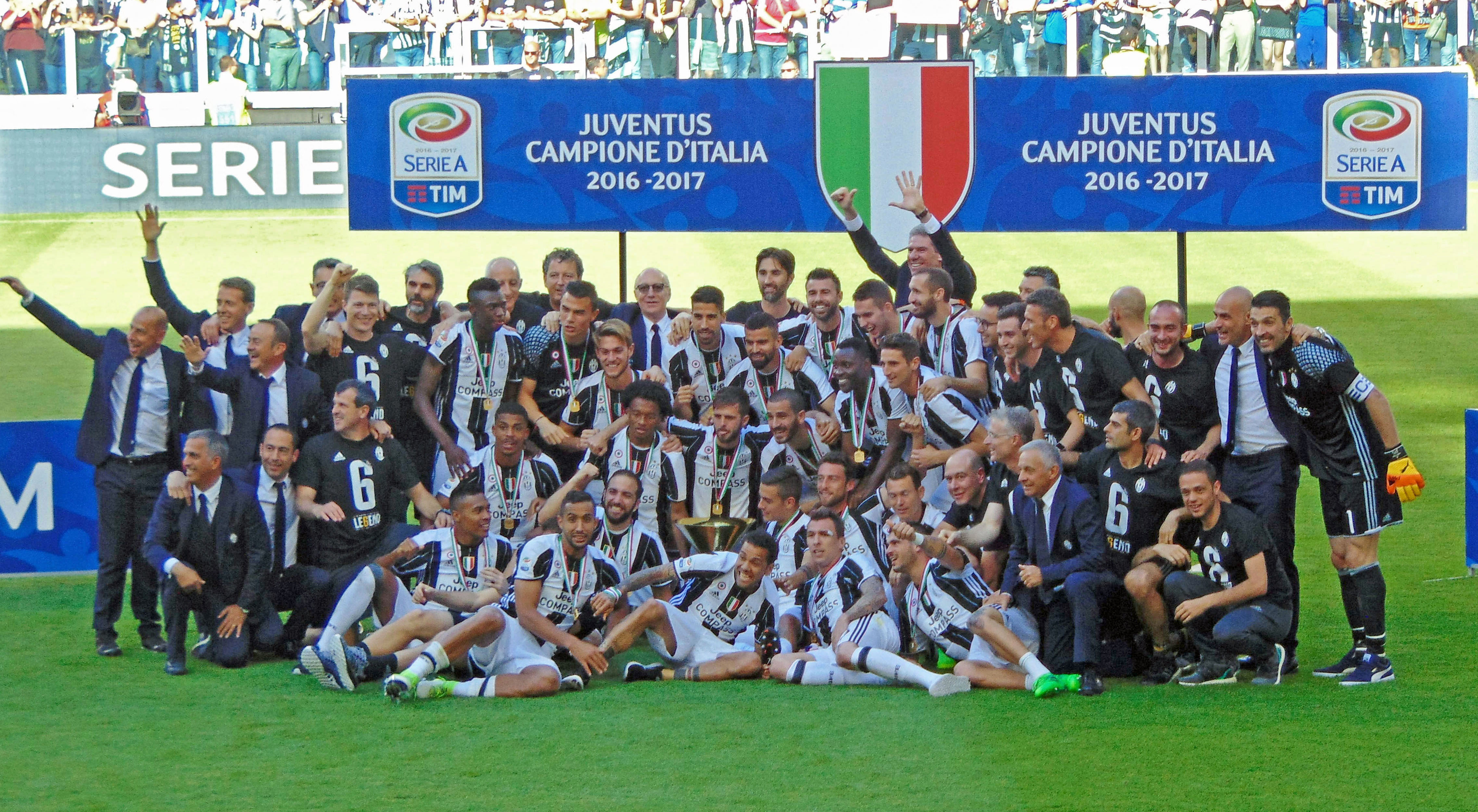
I bianconeri della stagione 2016-2017 festeggiano il loro 33º scudetto nonché 6º consecutivo, battendo dopo 82 anni il vecchio record della Juve del Quinquennio

Si è rivelata vittoriosa anche l'annata 2017-2018, nonostante un cammino più incerto. Rispetto alle stagioni precedenti, la riconferma in campionato è stata infatti più sudata causa un Napoli che ha dato filo da torcere per tutta la stagione, finché nelle giornate conclusive i torinesi hanno trovato l'allungo decisivo che ha dato loro, il 13 maggio 2018, il settimo scudetto consecutivo. Con l'annessa quarta Coppa Italia di fila, sollevata quattro giorni prima a spese del Milan, i bianconeri hanno inanellato il loro quarto double domestico consecutivo, stabilendo un ennesimo primato nel calcio italiano.
L'estate 2018, segnata sul versante mediatico dall'ingaggio del fuoriclasse portoghese Cristiano Ronaldo, è il preludio a una stagione, quella del 2018-2019, che ha visto la Juventus artefice di un campionato dominato sotto ogni aspetto, e che già il 20 aprile ha portato a Torino il trentacinquesimo scudetto oltreché l'ottavo consecutivo – quest'ultimo un filotto mai toccato prima nella storia del calcio italiano –, rimarcando l'impronta bianconera sulla Serie A degli anni 2010: a guidare la squadra è ancora Allegri, il quale nell'occasione ha messo in bacheca il suo quinto titolo italiano di fila, battendo il primato che da ottantacinque anni deteneva un altro ex tecnico juventino, quel Carcano deus ex machina del Quinquennio. A corollario, a metà stagione era arrivato l'ottavo trionfo in Supercoppa di Lega, dopo la vittoria di Gedda ai danni del Milan.

##### Il nono campionato consecutivo con Sarri (2019-2020)

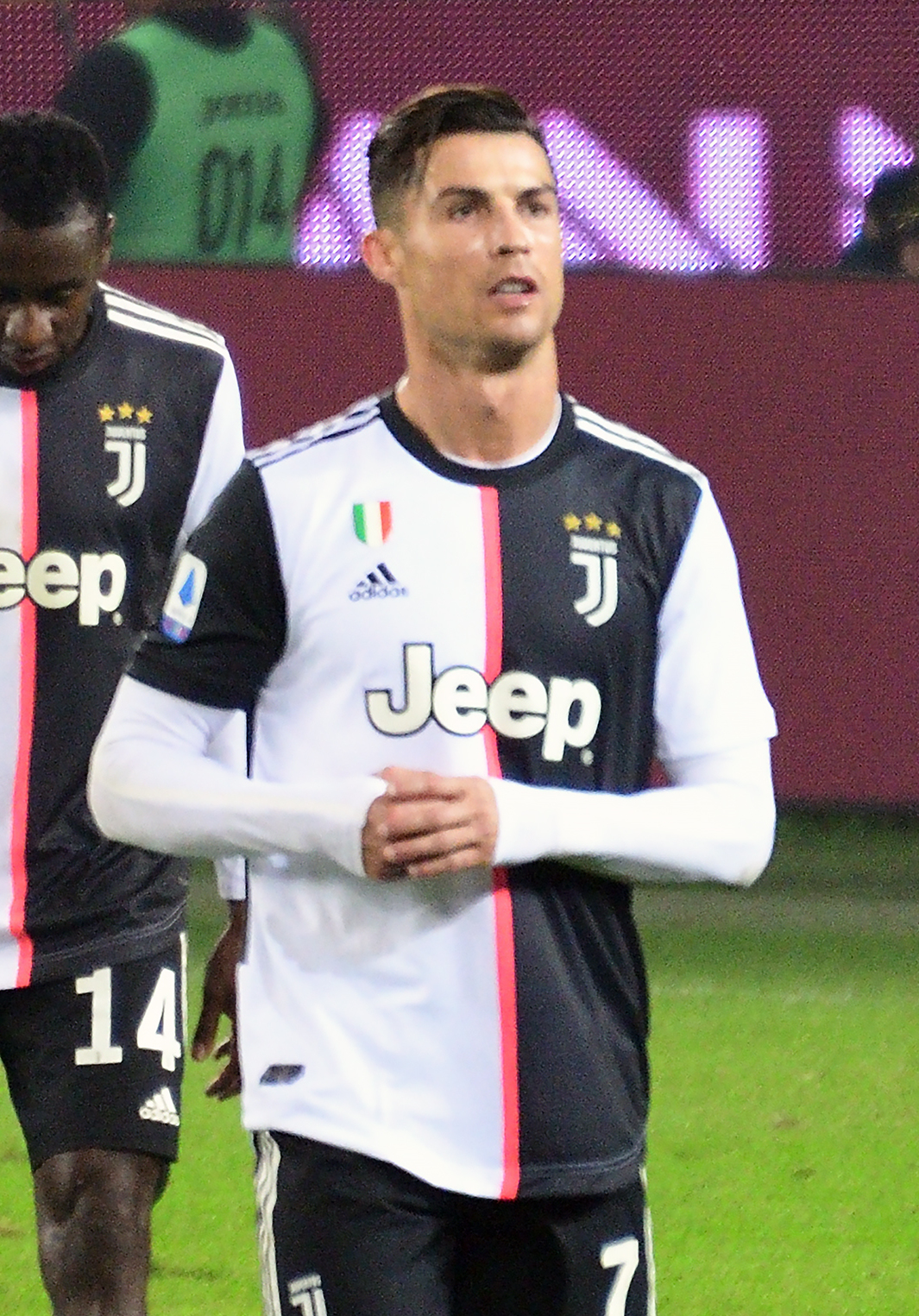
Cristiano Ronaldo, protagonista nell'epilogo del filotto tricolore degli anni 2010

La stagione 2019-2020 è caratterizzata da un rinnovamento della rosa, mentre la stagione si chiude con un successo, precedendo l'Inter, al termine di un torneo combattuto che ha visto i torinesi lottare con gli stessi meneghini e la Lazio fino alla sospensione dovuta alla pandemia di COVID-19 in Italia. Il nono campionato di fila della Juventus è stato anche il primo per Maurizio Sarri, scelto per sostituire Allegri.

## Anni 2020

### Quadriennio 2020-2024: dall'interregno di Pirlo al secondo ciclo Allegri
L'annata 2020-2021, apertasi con l'avvicendamento in panchina tra Sarri e il debuttante Andrea Pirlo – già ex giocatore bianconero –, è stata quella che ha visto la fine del ciclo di scudetti consecutivi: dopo nove anni di dominio domestico, il tricolore migra sulle maglie dell'Inter, mentre i torinesi si sono dovuti accontentare del quarto posto. A parziale consolazione, arrivano comunque due successi stagionali nella Supercoppa e nella Coppa nazionale, rispettivamente il nono e il quattordicesimo nella storia del club piemontese. Sono gli ultimi trofei in bianconero per Buffon, che lascia definitivamente la squadra dopo vent'anni e il record personale di dieci scudetti, che ne fa il calciatore più titolato nella storia del campionato italiano.

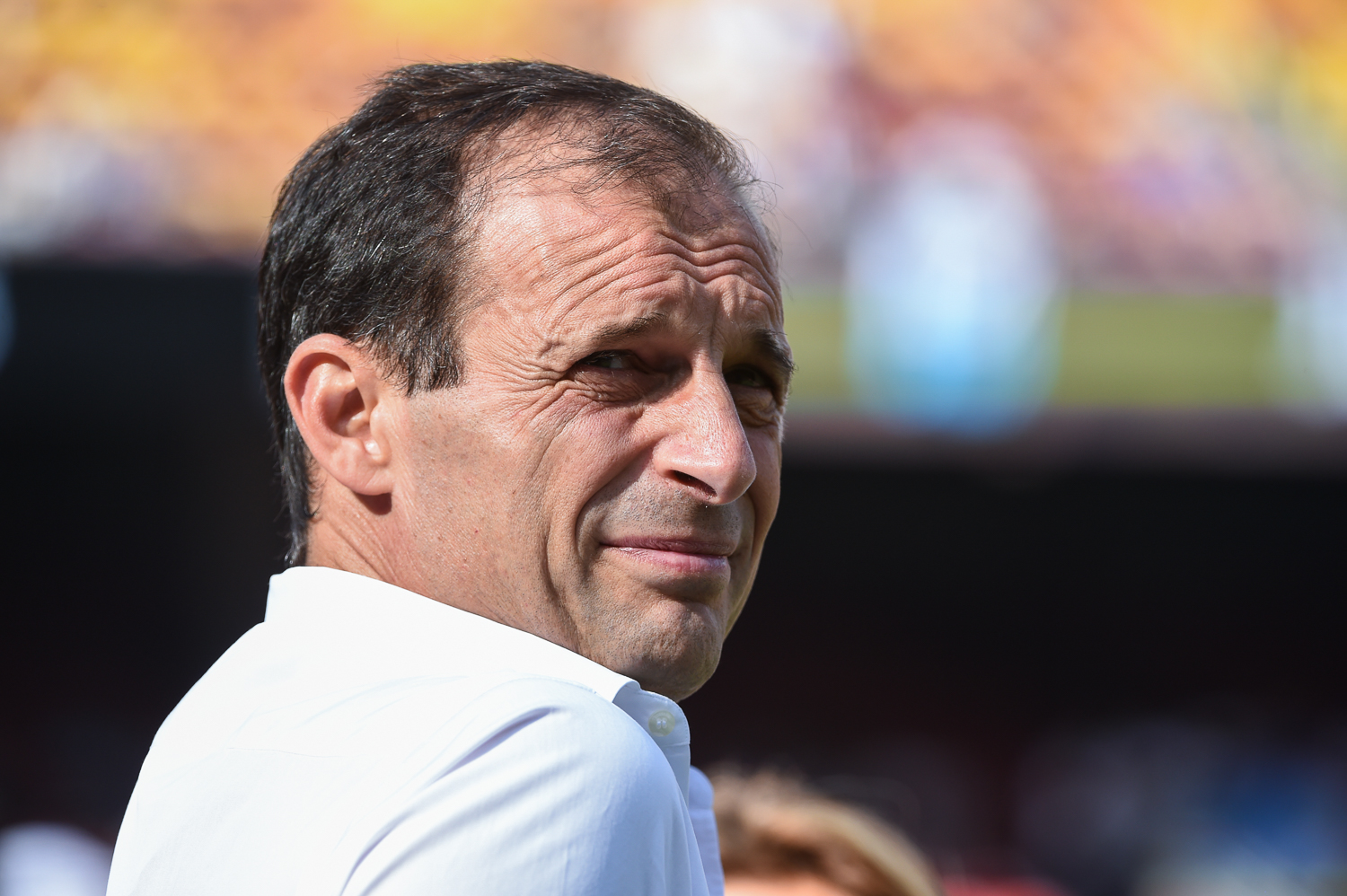
Massimiliano Allegri, vincitore di 12 trofei sulla panchina juventina, dove si è seduto dal 2014 al 2019 e di nuovo dal 2021 al 2024.

Onde tentare un'immediata inversione di tendenza, la stagione seguente vede il ritorno a Torino di Massimiliano Allegri. Tuttavia neanche il tecnico livornese riesce a far rivivere i fasti del recente passato, e ben presto arriva la presa d'atto di un gruppo storico ormai senza più benzina, ulteriormente depotenziato dall'addio di Cristiano Ronaldo. L'annata segna la definitiva fine di un ciclo in casa bianconera, con la squadra che bissa laconicamente il piazzamento in campionato di dodici mesi prima; anche i cammini in Supercoppa e Coppa Italia non regalano soddisfazioni, con due sconfitte in finale arrivate entrambe contro l'Inter e ai tempi supplementari. Dopo undici anni, la Juventus torna a chiudere una stagione senza conseguire titoli.
All'inizio del 2023 Andrea Agnelli si dimette dopo tredici anni e 19 trofei, che ne fanno la presidenza più titolata nella storia bianconera. La seconda stagione dell'Allegri-bis si chiude anch'essa senza titoli, coi bianconeri alle prese con difficoltà soprattutto extrasportive: una penalizzazione di dieci punti, a campionato in corso, inflitta dalla giustizia sportiva italiana per un procedimento sulle plusvalenze e, a corollario, l'esclusione dalle competizioni confederali per la stagione seguente. La squadra raggiunge comunque le semifinali di Europa League e Coppa Italia, dov'è eliminata in entrambi i casi dai futuri vincitori, rispettivamente Siviglia e Inter.
L'annata 2023-2024 – quella del centenario tra la Juventus e la famiglia Agnelli – vede la squadra rivincere un trofeo dopo tre anni, sollevando la sua quindicesima Coppa Italia. Tuttavia, all'indomani di questo successo, gli strascichi di un triennio globalmente incolore in campo e fin troppo logorante al di fuori portano alla conclusione del secondo ciclo Allegri a stagione non ancora terminata.